# 大阪電灯
大阪電灯株式会社（おおさかでんとうかぶしきかいしゃ、旧字体：大阪電燈株式會社󠄁）は、明治時代から大正時代にかけて存在した日本の電力会社（電灯会社）である。関西電力管内にかつて存在した事業者の一つ。
1889年（明治22年）に国内3番目の電力会社として開業。大阪市を本拠に供給区域を広げ、関西地方を代表する電力会社に発展したが、1923年（大正12年）に事業を大阪市および大同電力に譲渡し解散した。

## 概要
大阪電灯は、日本において電気事業が勃興してから間もない時期に設立された、関西地方では2番目に古い電力会社（電灯会社）である。その設立は1888年（明治21年）2月であり、日本初の電力会社東京電灯の設立（1883年）の5年後で、名古屋電灯・神戸電灯の設立に続くものである。供給事業の開始は翌1889年（明治22年）5月からで、東京電灯・神戸電灯に次いで日本で3番目、関西地方に限定すると2番目の事例となった。大阪電灯の直後に設立された京都電灯と大阪電灯・神戸電灯の3社は明治期の関西における三大電灯会社で、その後相次いで設立された電力会社よりも著しく大規模であった。
設立当初の資本金は40万円、開業時点での電灯供給は150灯、という規模でスタートした大阪電灯は、明治から大正にかけて電気事業の市場が拡大する中で発展し、開業から35年目の1923年（大正12年）には資本金4320万円、電灯供給約188万灯、電力供給約3万馬力という規模まで拡大した。この間電気の供給区域も拡張され、初め配電は大阪市内のみに限られていたがやがて大阪市外にも広がり、堺市なども含む大阪府中部一帯に及んだ。また1902年（明治35年）に九州の門司市（現・北九州市）にて供給事業を開始したのを皮切りに、一時期大阪府外でも事業を展開した。供給事業以外にも電気機器の製造・販売事業を手がけており、設立初期から販売を行い後に自社工場を設置して機器の製造にも乗り出していたが、これは1921年（大正10年）に廃業している。
第一次世界大戦後から大正末期にかけて日本の電力業界では5つの会社が巨大化し、「五大電力」と呼ばれるに至った。関東からは東京電灯、中京と九州北部からは名古屋電灯の後身である東邦電力が加わり、関西からは宇治川電気と卸売り主体の大同電力・日本電力という新興の3社が名を列ねた。一方で大阪電灯を含む関西の既存会社はこれら5社に比して発展せず、関西地方における電気事業の中心は大正になってから開業した新興の3社へと移っていった。既存会社の発展が停滞した要因の一つが公営電気事業の発達で、大阪市でも1906年（明治39年）に市と大阪電灯の間で報償契約が締結されて事業が規制された上、後に市営の電気供給事業が開始された。
大阪市と大阪電灯の間で交わされた報償契約には、1922年（大正11年）以降に市が事業の買収を希望する場合には大阪電灯はそれに応ずる、という条項が盛り込まれていた。これに基づき1922年より大阪市は大阪電灯からの事業買収に向けて動き始める。長期にわたる協議の結果翌1923年に妥結に至り、同年10月、大阪電灯の事業・財産のうち大阪市内および東成郡・西成郡のものが大阪市に買収され、市営の電気供給事業に編入された。それと同時に残余の事業・財産は大同電力に買収され、大阪市および大同電力に事業・財産を譲渡した大阪電灯は解散し消滅した。

## 沿革

### 会社設立の経緯

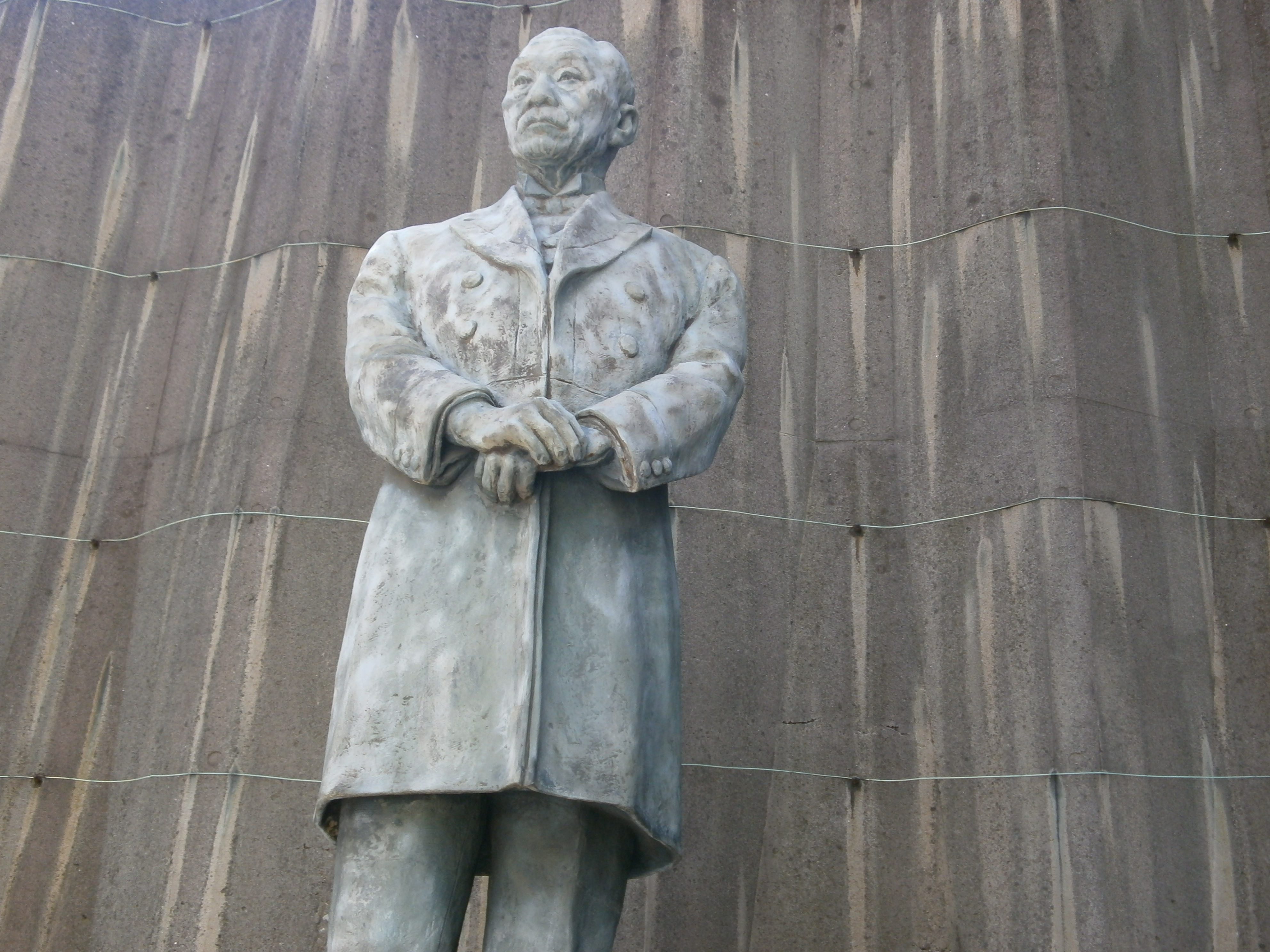
大阪商工会議所にある土居通夫像

1887年（明治20年）頃、大阪市の有力者の間である事案が話し合われた。大阪市のような商業が盛んで人口の多い土地においては石油を用いて灯火をともすのは不衛生かつ火災の危険が伴う、ということで照明を近代化しようというものである。新たな照明としてガス灯が着目され、まずはガス事業が企画された。日本においてガス事業は1872年（明治5年）まず横浜市で開業し、1874年（明治7年）からは東京市でも経営されていた。
このガス事業の企画に対し、ガス灯よりも電灯を供給するのが有利であるという意見も出現する。電灯供給事業は1887年11月、東京市にて東京電灯の手で日本初の一般供給用発電所が竣工し、供給が始まったばかりであったが、先発のガス事業を圧倒して優位に立つ状勢であった。電灯はこの時期大阪にも登場しており、自家発電ではあったが1886年（明治19年）に三軒家の大阪紡績工場に採用され、また市内の劇場「中座」にも設置されていた。ガス派・電灯派に分かれて紛糾したものの、最終的に土居通夫の斡旋によって電灯事業の経営にて一同意見の一致をみた。
1887年11月28日、大阪府知事あてに事業設立願書が提出された。その発起人は大阪の有力実業家20名で、鴻池財閥の鴻池善右衛門、住友財閥の住友吉左衛門のほか、山口吉郎兵衛・阿部彦太郎・下郷伝平・松本重太郎・田中市兵衛・藤田伝三郎・土居通夫らが名を連ねた。同年12月1日に認可を受けて準備を進め、翌1888年（明治21年）2月5日、発起人により創立総会が開催されここに大阪電灯が発足するに至った。社名は発足当初「有限責任大阪電灯会社」と称したが、1893年（明治26年）7月に「大阪電灯株式会社」に改称している。資本金は40万円である。
会社の設立とともに20名の発起人の中から土居通夫・豊田文三郎・玉手弘通・野田吉兵衛・徳田亀太郎の5名が取締役に選出され、そのうち土居が初代社長に就任した。土居は宇和島藩出身の士族で維新後は明治政府に出仕していたが、1884年（明治17年）に官を辞して実業界に入り鴻池家の顧問となり、次いで大阪電灯の設立に参加、後年には大阪商業会議所会頭にも推された。設立以後30年にわたり、土居は大阪電灯を社長として率いることになる。

### 交流式による開業
会社設立翌年の1889年（明治22年）5月、大阪市南部の西道頓堀に建設していた出力30キロワット (kW) の火力発電所が完成。難波新地・千日前・日本橋・心斎橋などの地域にまず150個の電灯を取り付け、同年5月20日より供給を開始して開業した。2年後の1891年（明治24年）6月には、中之島に2番目の発電所を設置し、市内北部でも供給を開始している。
大阪電灯に先行して設立されていた東京電灯は、東京での供給事業以外にも開業以来日本各地において発電機の据え付け工事を請け負っていた。紡績工場や後発の電灯会社への設置が主体で、名古屋電灯（愛知県）などで発電機設置工事を担当した。東京電灯の影響力は関西地方の電灯会社にも及び、大阪電灯に先立って開業した神戸電灯、大阪電灯に続いて開業した京都電灯の2社でも、発電機の設置を東京電灯が行っている。しかし大阪電灯は、名古屋や神戸・京都の場合と異なり、東京電灯への対抗意識を持ち、設立・開業にあたり同社の関与を排除した。例えば東京電灯の技師長は藤岡市助であったが、大阪電灯では藤岡より1年後に工部大学校を卒業し当時アメリカ合衆国へ留学中であった岩垂邦彦を招聘している。
発電・送電方式についても大阪電灯は東京電灯とは異なる方式を採用した。先発の東京電灯ではエジソン社よりエジソン式直流発電機を購入し、220ボルト (V) の電圧による低圧直流送電を採用していた。関西地方でも、東京電灯が技術面で協力していた神戸電灯・京都電灯では東京と同じ直流発電機・低圧直流送電方式が採用された。これに対し、大阪電灯では岩垂の提言に基づきアメリカ合衆国のトムソン・ヒューストン・エレクトリックから交流発電機を輸入し、1889年に完成した西道頓堀発電所からは1,150Vによる高圧交流送電を実施した。交流方式では高圧送電が可能であるものの、当時は欧米で直流送電・交流送電のどちらが有利かを巡って論争（「電流戦争」）が起きている最中であり、日本でも高圧の電気の使用は危険であるとして東京電灯をはじめ低圧送電を推奨する側が高圧送電方式を攻撃した。
大阪電灯での高圧交流送電方式の成功により、1890年（明治23年）から翌年にかけて東京で開業した深川電灯・品川電灯の2社も高圧交流送電を採用。直流送電により開業した東京電灯もまた、直流送電方針を転換して1891年（明治24年）に交流送電を一部で採用するに至った。またアメリカではトムソン・ヒューストン社が直流送電を主張していたエジソン社と合併し、ゼネラル・エレクトリック (GE) へと発展する。トムソン・ヒューストン時代からの関係を踏まえ大阪電灯は以降このGEとの関係を深めることになる。一方東京電灯はエジソン社およびGEから離れていき、ドイツのAEGとの提携に切り替えた。やがて1890年代の後半になり発電所の新増設のため交流発電機を輸入すると、輸入元が大阪電灯はGE、東京電灯はAEGとなった。このときの発電機の周波数が大阪は60ヘルツ (Hz)、東京は50Hzであったことが、今日まで続く東日本と西日本の商用電源周波数の相違の起源となっている。

### 事業の拡大
1889年5月に電灯150灯の供給でスタートした大阪電灯の供給事業は、電灯需要の伸長や供給区域の拡張によって開業以来その規模を拡大し、開業15年目の1903年（明治36年）には5万6千灯の電灯を供給するまでになった。この間、大阪府下において競合会社として許可を受けた浪花電灯会社を未開業のうちに1895年（明治28年）1月に買収。1890年（明治33年）には大阪を離れて九州にも進出し、福岡県門司市（現・北九州市）にて供給権を獲得した。
需要の増大に対応して火力発電所の新増設も相次ぎ、1891年の中之島発電所設置以降も1896年（明治29年）9月に幸町発電所、1903年2月に本田発電所をそれぞれ新設、門司市内にも1902年（明治35年）5月に門司発電所を設置した。このうち幸町発電所にて1897年（明治30年）3月に運転を開始した発電機は、大阪電灯が初めて採用した動力用の電力も発電できる60Hz発電機である。これにより従来の電灯供給に加えて動力用電力の供給も同年に開始されたが、日露戦争以前の当時は需要は少なかった。1903年末時点で発電所の総出力は3,555kW（うち門司発電所は70kW）に達している。
供給事業以外でも特記すべき事業が電気機器の製造販売である。電気事業が開業するのに先立つ1888年7月、大阪電灯はトムソン・ヒューストン・エレクトリック製電気機器の日本における独占販売権を取得し、電気機器の輸入販売を始めた。GEの発足後もGE製電気機器の独占販売を続ける一方で、1895年10月に子会社として加島電機工場を設立し、電気機器の製造・修繕事業にも進出。独占販売契約を結んだままでは自社での機器製造が不可能であったため、1897年8月にGEとの販売契約を破棄した上で電機工場を直営化し、電気機器の製造販売事業を本格化させていった。
事業の拡張に要する費用は、主に増資と株金の払い込み徴収によって調達しており、数度にわたる増資の結果資本金は1903年時点で240万円となった。この時期の大阪電灯は好業績に支えられて配当率が20%に達しており、円滑な増資・払い込み徴収が可能であった。

### 宇治川電気との協調

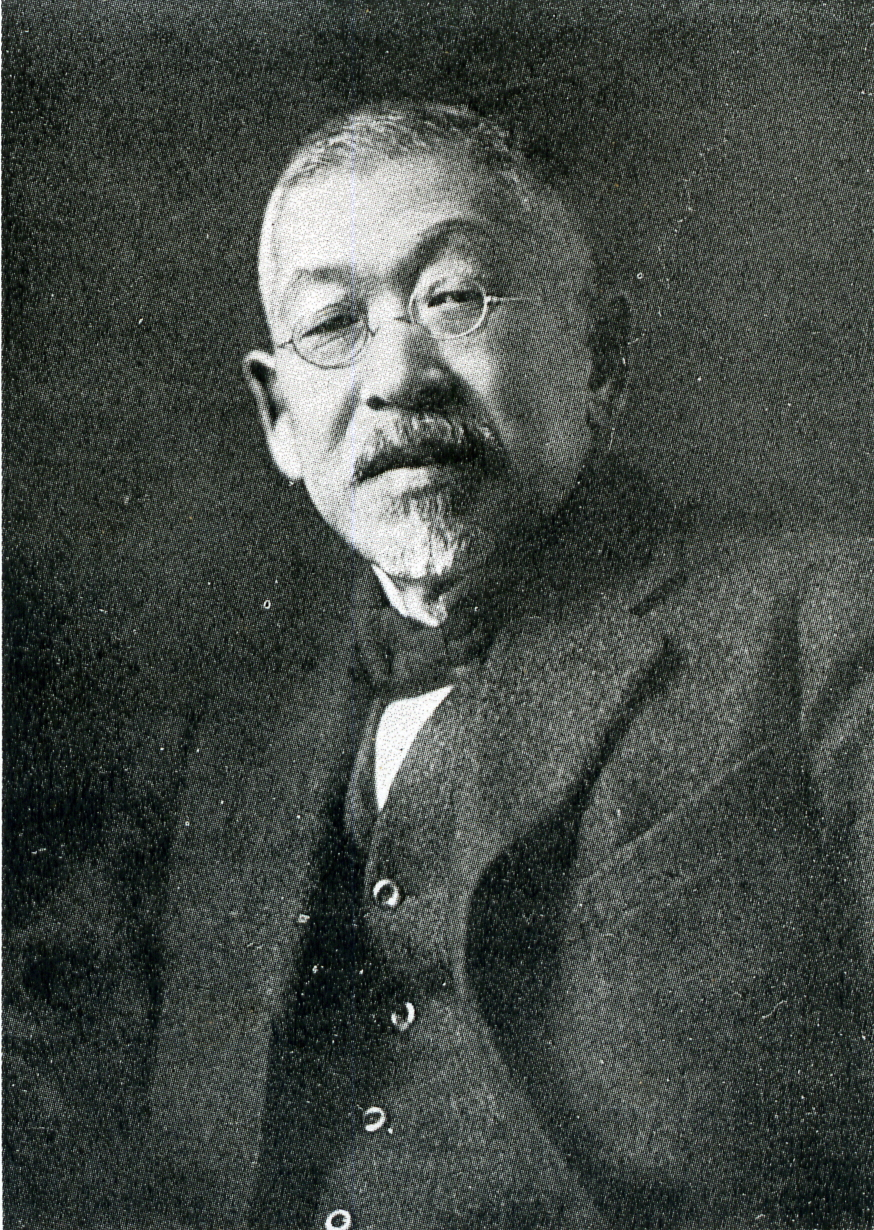
宇治川電気初代社長中橋徳五郎

1904年（明治37年）1月、大阪電灯は大阪府堺市の堺電灯から事業を買収した。同社は1894年6月に設立された電灯会社で堺市とその周辺へ供給していたが、大阪電灯に比べて成績は悪く、経営難に陥ったため大阪電灯に統合されるに至った。一方大阪府外での供給事業も拡大し、翌1905年（明治38年）7月長崎県佐世保市での供給権を獲得し、1906年（明治39年）8月より佐世保発電所を設置して供給を開始。また1904年7月京都府内での供給事業の認可を受けて舞鶴発電所を新設、1908年（明治41年）5月より舞鶴地区への供給を開始した。
事業拡大に並行して、大阪電灯は淀川上流部（宇治川）での水力開発計画に参画した。長距離送電技術が確立されていなかった明治末期にあって、宇治川は大阪や京都への水力電源として最適の地域であった。このことから1894年（明治27年）にはじめて淀川上流部にて水利権が申請された際、京都電灯社長の大澤善助らとともに大阪電灯社長の土居通夫も参加した。その後競合する計画が立案されたため宇治川開発は長く停滞したが、1901年になって各派の妥協がなり計画が統一され、1906年4月にようやく水利権が許可された。
水利権の許可を受けて1906年10月25日、資本金1250万円で宇治川電気株式会社が設立された。大阪電灯からは土居通夫が創立委員長となったものの、会社が発足すると取締役に就くに留まり、初代社長に就任した大阪商船社長の中橋徳五郎が経営の主導権を握り、首脳部は中橋以下大阪商船系の人物で固められた。宇治川電気における経営権の掌握に失敗した大阪電灯側では同社に対抗すべく競合会社の設立を目論み、京都電灯とともに淀川電力の設立準備に着手する。水利権の獲得にも成功したものの、この淀川電力の権利は1910年（明治43年）4月宇治川電気に買収され、同社の起業は実現せずに終わった。
宇治川電気は大阪・京都・兵庫の3府県にて電力供給権を取得し、特に大阪市での電力供給を重要視していた。同社の経営への介入に失敗した大阪電灯は、結局この有力な競合会社と共存する道を選ぶこととなった。1911年（明治44年）10月、大阪電灯は宇治川電気との間に、同社から20,000kWを受電するという電力供給契約を締結。あわせて協定を結び、電源開発は大阪電灯が火力、宇治川電気が水力をそれぞれ担当する、宇治川電気は電力供給専業で電灯供給を行わない一方大阪電灯は電力供給を小口需要を中心に限定的なものとする、という事業分野の棲み分けを取り決めた。

### 報償契約問題

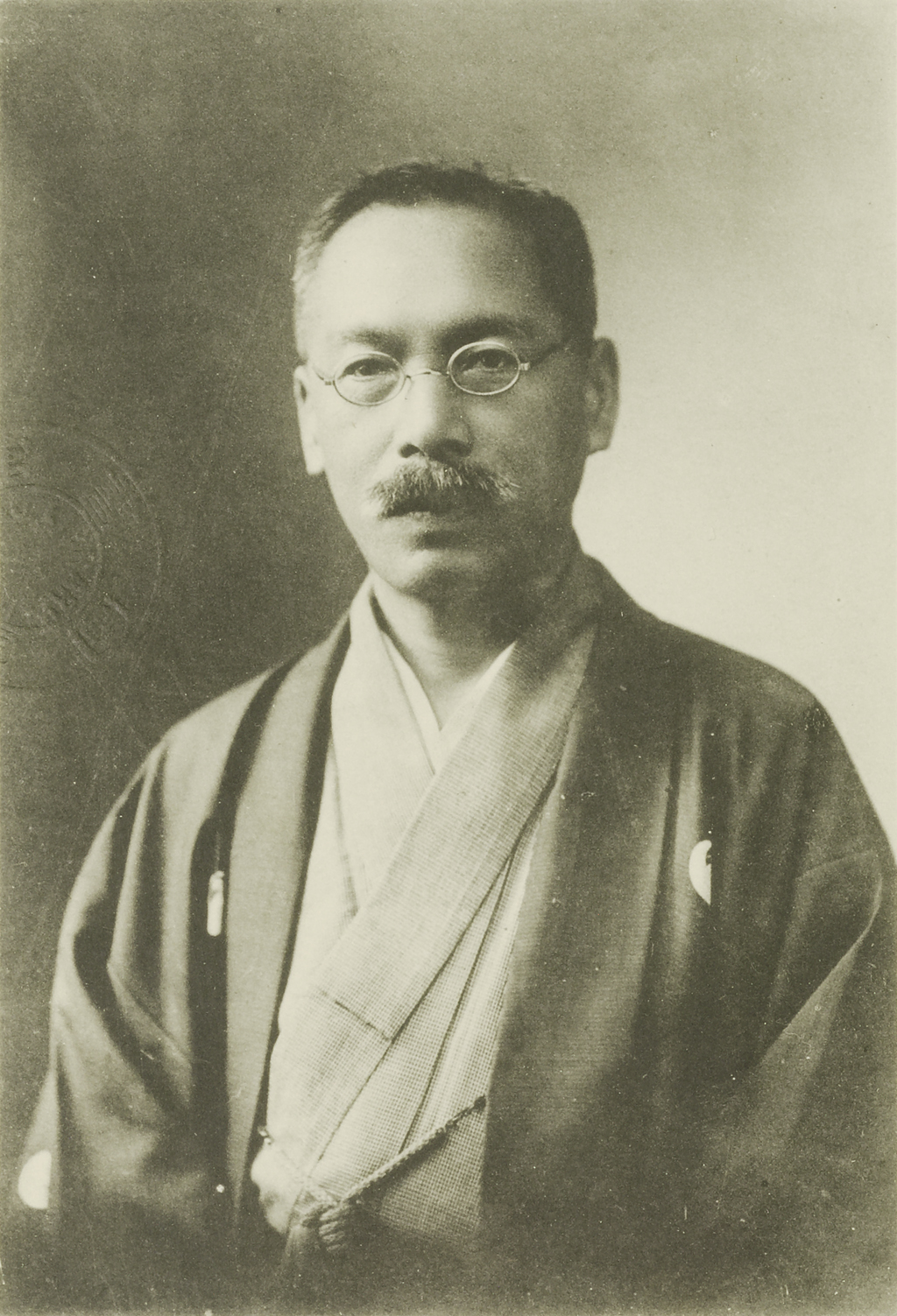
報償契約締結を提起した大阪市長鶴原定吉

宇治川電気との関係が問題となっている中、大阪電灯は大阪市当局との間にも問題を抱えた。報償契約問題の発生である。
1903年、大阪市は大阪電灯に対し、会社が収入の一部を報償金として支払い市の監督を受けるかわりに市は会社に対して事業の独占を保証する、という報償契約の締結を持ちかけた。まず11月、市の参事会が大阪電灯と報償契約を締結すべきという旨を決議。これを受けて大阪市長鶴原定吉は大阪電灯社長土居通夫を市役所に招いて報償契約の締結を提案した。大阪電灯側は市の要求にある程度応じる方針を固め、市側の最初の提案にいくつかの修正を加えた修正案を翌1904年6月に市へ提出した。だがこの修正案は市の認めるところとならず、8月会社側へさらなる修正案を提出。市の修正案もまた会社側の賛成を得られず、10月に会社側の2度目の修正案が市へと提出された。
このように報償契約交渉は停滞したが、鶴原市長の辞意表明につき高崎親章大阪府知事から早期締結の要望が出、知事の斡旋もあり1905年7月に仮契約の締結へと漕ぎ着けた。この仮契約は大阪電灯の株主総会では原案通り可決されたものの、一方の大阪市会では修正案の可決となり、修正案を会社側が拒否したため交渉はついに中断された。その後1906年1月、大阪市会において市営電車（大阪市電）との兼営にて電気供給事業を開始すべきという議決がなされたのを受けて市による調査が行われ、電灯供給6万灯、電力供給3,000馬力という電気供給事業を起業するという具体案が取り纏められる。そして1906年5月市会にて事業開始が議決され、議決に基づき市当局は市営電気供給事業の経営許可を出願することとなった。
上記のように市営電気供給事業が現実味を帯びるにつれ、大阪電灯側の態度は妥協的なものになっていった。数度の折衝ののち鶴原の後任市長山下重威と社長の土居らの間で契約案が作成され、1906年7月に市会により修正案が可決、大阪電灯の株主総会も修正案を承認した。これにより7月28日、大阪市と大阪電灯との間で報償契約が締結されるに至った。
報償契約の主な内容は以下の通り。
1. 大阪電灯は市関連施設の電灯料金を20%減額する。
2. 大阪電灯は報償金を市へ納付する。金額は、5年間の大阪市内電灯料金収入の平均額に対して下記の比率に相当する金額より電柱・埋設線管の敷地に関する大阪府への納付金（最高3,000円）を控除した残額。
  1. 年額100万円までの場合、6%。
  2. 年額100万円以上200万円未満の場合、100万円を超過する額に対しては4%。
  3. 年額200万円以上の場合、200万円を超過する額に対しては2%。
3. 大阪電灯は電灯事業に関する年次報告書を市へ提出する。
4. 大阪電灯は市の立ち入り検査を受け入れる。
5. 大阪電灯は電灯料金を引き上げる場合、事前に市の承認を得る。また水力発電による電力を使用する場合は電灯料金引き下げについて市と事前に協議する。
6. 大阪電灯は市の要求に応じて電灯線路を延長する。
7. 大阪市は大阪電灯の電灯事業に対して特別税や道路使用料などを徴収しない。
8. 大阪市は大阪電灯による電柱や埋設線管などの設置を目的とする道路などの使用を承認する。
9. 大阪市は市営の電灯事業を経営しない。大阪電灯以外の電灯事業者による道路などの使用を認めない。
10. 大阪電灯は1922年1月1日以降に市が事業の買収を希望する場合はそれに応ずる。

このように大阪市は大阪電灯の事業を規制し負担を求める代わりに、大阪市内における電灯供給事業を大阪電灯が独占することを承認することとなった。ただし独占の保証は電灯供給事業のみに関するもので、電力供給事業については報償契約の範囲外に置かれ、大阪電灯による事業の独占に保証を与えていない。なお電気供給事業の経営許可を出願済みであった大阪市は、この報償契約に基づいて電灯供給事業についてはその経営を取り止め、電力供給事業のみに限定して経営する方針に転換。同年11月5日に許可を取得し、1911年（明治44年）1月20日より市営の電力供給事業を開始した。

### 大規模火力開発

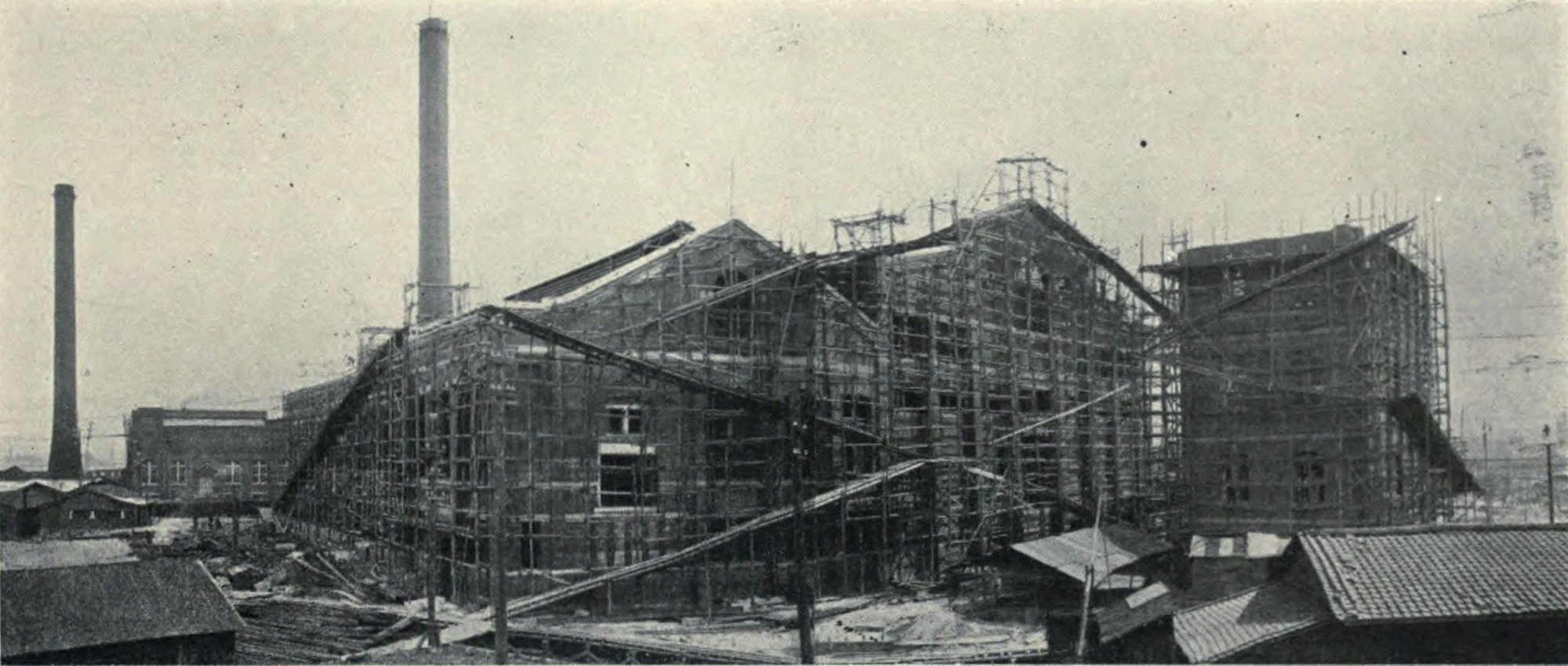
工事中の発電所（1910年）

1913年（大正2年）8月、工事が遅れていた宇治川電気の宇治発電所（水力発電所、最大出力27,630kW）が運転を開始した。これに伴い同社との電力供給契約に従って大阪電灯は同年10月より宇治川電気からの受電を開始している。こうして水力発電による電力を使用することとなったため、大阪市との報償契約にある電灯料金値下げに関する事項も適用され、市との協議に基づき同年11月と翌年4月の2度にわたって大阪電灯は電灯料金を減額した。この際、市との協議は1912年5月から始まっていたが、値下げ幅などをめぐって難航、1913年9月になってようやく妥協が成立し、大阪電灯は新たに市との間に覚書きを交わして以下の事項を市に確約した。
1. 一定規模以上の増資や社債発行については市と事前に協議を行う。
2. 他社と合併する場合も市と事前協議を行う。
3. 前記2項目についての協議が不調な場合は、市と会社が選定する調査委員の裁定に任せること。

宇治川電気からの受電を行う一方で、自社の電源として大規模火力発電所の建設を推進した。まず建設されたのが安治川西発電所で、1909年（明治42年）に着工、翌1910年（明治43年）8月に容量3,000kWの発電機2台にて運転を開始、翌年6月までに5台の発電機がすべて揃い完成した。続いて安治川東発電所の建設に取り掛かり、容量5,000kWの発電機2台を据え付けて1914年4月に竣工させた。これらの大容量火力発電所の建設および発電の集約は、宇治川電気からの受電開始と相まって電源コストの低減をもたらし、電灯料金や電力料金の値下げを可能にしたのである。業績についても1910年以降は安定的に推移し12%の配当率を維持しており、好業績を背景に資金調達のための増資を繰り返して1914年（大正3年）以降資本金は2160万円となった。なお、門司支店を1909年に、佐世保支店を1911年にそれぞれ売却して九州の事業から撤退し、会社財力の中央集中を図っている。
1916年（大正5年）4月、宇治川電気との間に電力供給契約を新たに締結し、大阪電灯が火力発電所を増設しそこから宇治川電気へ10,000kWの電力供給を行うこととなった。さらに電気供給事業を兼営する有力な電鉄会社に対しても競争の阻止を目論み電力供給契約を締結、1916年5月阪神電気鉄道、翌1917年（大正6年）4月南海鉄道、同年6月京阪電気鉄道との契約がそれぞれ成立した。宇治川電気や電鉄会社との契約を踏まえ、1916年6月許認可を受けて安治川東発電所の増設工事（12,500kW発電機1台増設）に着手。翌1917年（大正6年）9月には12,500kW発電機3台を設置する計画で春日出第一発電所の新設工事にも着手した。
ところが1916年以降の火力開発は停滞した。原因は1914年に勃発した第一次世界大戦の影響により、これまでの発電所建設を支えていた欧米諸国の発電機器が輸入できなくなったためである。発注した機械が到着しないものの、契約済みの供給契約の履行期日が迫る中で工事を遅らせ続けることはできないため、大阪電灯は資金の二重投下となる上に技術的な懸念があるにもかかわらず国産機器にて代替することとした。その後発電所の新増設工事は1918年（大正7年）には完成したものの、懸念通り国産機器は性能不足であり満足に稼動するに至らず、追加の改良工事を強いられる結果に終わった。
発電所建設工事の遅滞は宇治川電気でも見られた現象であるが、これら電力会社各社の発電力増強の遅れは大戦景気に沸く関西地方に深刻な電力不足をもたらした。供給力の伸びが抑えられる中にあっても、大戦景気の影響で大阪を中心に工業化が進展したことにより産業向けの電力需要が急増し、電灯需要についても人口の集中と所得の上昇により拡大したのである。電力不足は供給の不安定化を招き、大阪電灯では1918年12月以降たびたび送電停止措置をとり、宇治川電気も同様のことを始めたが、それでも両社ともに多くの未供給需要を抱えた。需給の不均衡ゆえ大阪では電力の使用権がプレミアム付きで転売される状況となった。

### 経営危機

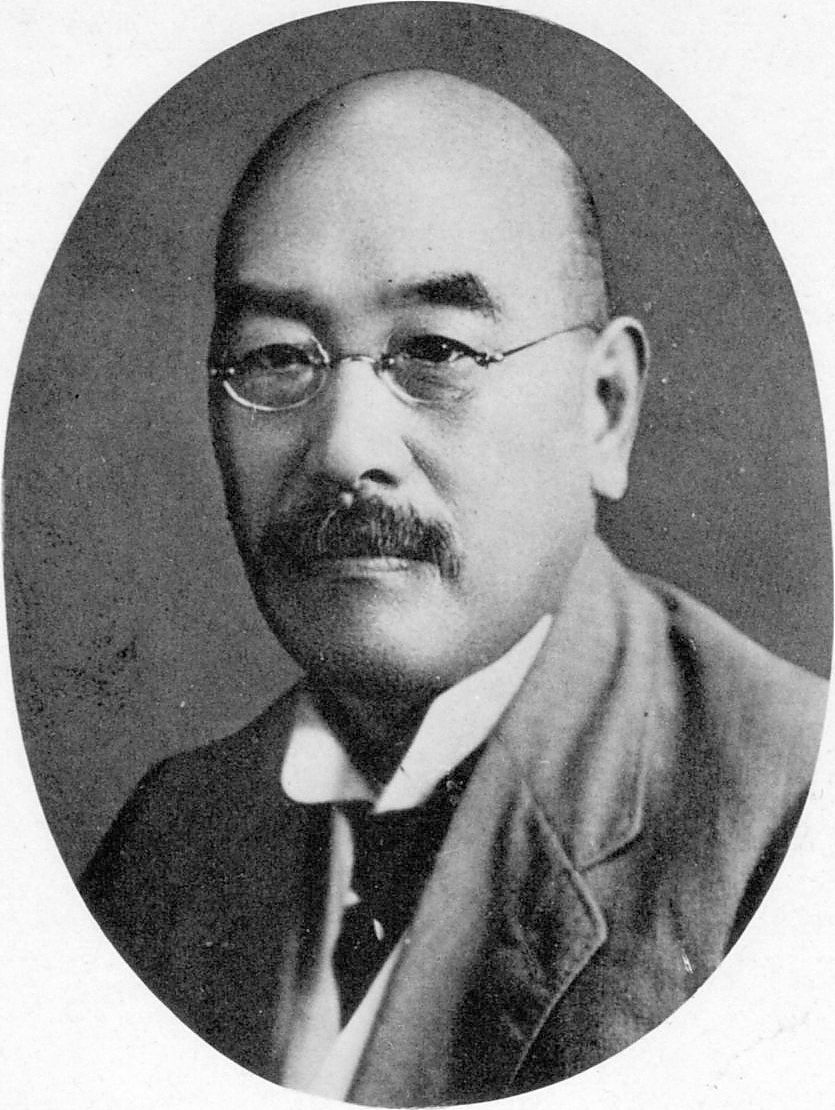
大阪電灯4代目社長宮崎敬介

供給増により大阪電灯は増収を続け、1920年（大正9年）上期には1916年上期に比して3倍増となる1020万円余りの収入を計上した。しかしながら収入を上回るペースで支出が増大したため増収減益となり、1920年上期の決算でついに支出が収入を上回って36万円余りの損失を計上する状況となった。支出の増大は石炭価格の高騰や石炭使用量の増加による発電費の膨張が主因である。大阪における石炭価格は1916年より上昇し始め、1919年には高騰前の4倍の水準に達していた。石炭価格の高騰は、自家火力発電から受電への切り替えや蒸気機関から電動機への転換を促し産業向けの電力需要を伸長させる要因となったが、大阪電灯のように火力発電を主体とする電力会社にもダメージを与えたのであった。
発電費膨張の対策として、1918年7月に大阪電灯は電力料金の引き上げに踏み切った。その半面、電灯料金は大阪市との報償契約という制約により、1916年10月の値下げ以来料金が据え置かれた。電力料金収入よりも電灯料金収入が多い大阪電灯にとって、電力料金の値上げの効果は電灯料金据え置きの影響に打ち消され、業績の好転には繋がらなかった。この間、会社設立以来社長の座にあった土居通夫が1917年9月に死去し、元浪速銀行頭取の永田仁助が後任社長となるが1年で辞任。次いで元文部次官で貴族院議員の田所美治が3代目社長に就くがこれも1年しか在職せず辞任した。この経営トップが頻繁に交代する事態は、1919年（大正8年）12月に宮崎敬介が4代目社長となってようやく落ち着いた。宮崎は大阪の実業家で、大阪を代表する相場師島徳蔵の乾児（こぶん）と呼ばれた人物である。
支出増大により1919年下期の決算では、舞鶴支店の売却利益（1919年8月舞鶴電気へ譲渡）に前期からの繰越金を加えてようやく38万円余の利益金を集めたが、ここでついに無配に陥った。翌1920年上期は5%の配当を再開したものの、積立金を取り崩して行った蛸配当であった。経営改善策として1920年2月、再度の電力料金値上げを実施するとともに、今度は電灯料金についても大阪市に対して値上げの申請を行った。申請は値上げ幅を圧縮されたものの認可され、1920年5月から1年限りの措置として電灯料金が値上げされた。電灯・電力料金の値上げ実現に加えて物価が低落し始めたことから1920年下期には業績が回復に転じ10%の配当を再開、1921年（大正10年）上期以降は元の12%配当に回復した。
1920年の電灯料金値上げ申請に際し、大阪市との間で報償契約問題が再燃した。契機は、市から値上げ幅の圧縮を求められた大阪電灯が、それでは経営が困難であるとして事業の市営化を求めたことにある。会社側の提案を受けて市は調査を実施し、6%の利子つき公債3600万円と現金1720万円の合計5320万円にて事業を買収する案を大阪電灯に提示した。しかし買収価格が低いことを理由に大阪電灯が買収案を拒否したため、市営化は実現せずに終わった。買収案が流れた後の1920年10月、大阪電灯は料金値上げに続いて拡張工事に要する資金を調達するため資本金を2160万円から倍額の4320万円とするべく大阪市に申請した。同年12月になって市は増資承認などの条件を掲示し、大阪電灯と市の間に新たな契約（以下「新契約」）と関連する覚書きが交わされて増資が承認された。このとき交わされた新契約および覚書きの主な内容は、
1. 大阪市は大阪電灯の倍額増資を承認する。
2. 1922年1月以降、大阪市が大阪電灯より事業の買収を希望する場合、大阪市・東成郡・西成郡の地域における電灯・電力供給事業およびこれに属する財産、事業に必要な発電設備のみを分割して買収できる。発電設備を買収範囲から外すことも可能。
3. 買収価格の算定方法を変更する。

というものである。1906年の報償契約（以下「旧契約」）に続いてこの新契約においても、大阪市は1922年1月以降事業を買収する権利を認められた。
増資問題の解決後、発電力増強のため春日出第二発電所の新設に着手。20,000kW発電機2台を設置し、1922年（大正11年）11月に竣工した。この間の1921年10月、「製作所」が閉鎖され1895年以来行ってきた電気機器の製造販売事業が廃業となった。同事業は1909年に新工場へと移転してから全盛期を迎え、一時は米国のウェスティングハウス・エレクトリックおよび同社代理店高田商会との提携も企画されたが、1916年5月火災に巻き込まれ工場はほぼ全焼した。その後は場所を変えて工場を復興したものの1919年1月今度は失火で全焼。以降は戦後恐慌や会社の経営危機の影響により事業の回復は困難となり、廃業に至った。

### 水力開発の試み

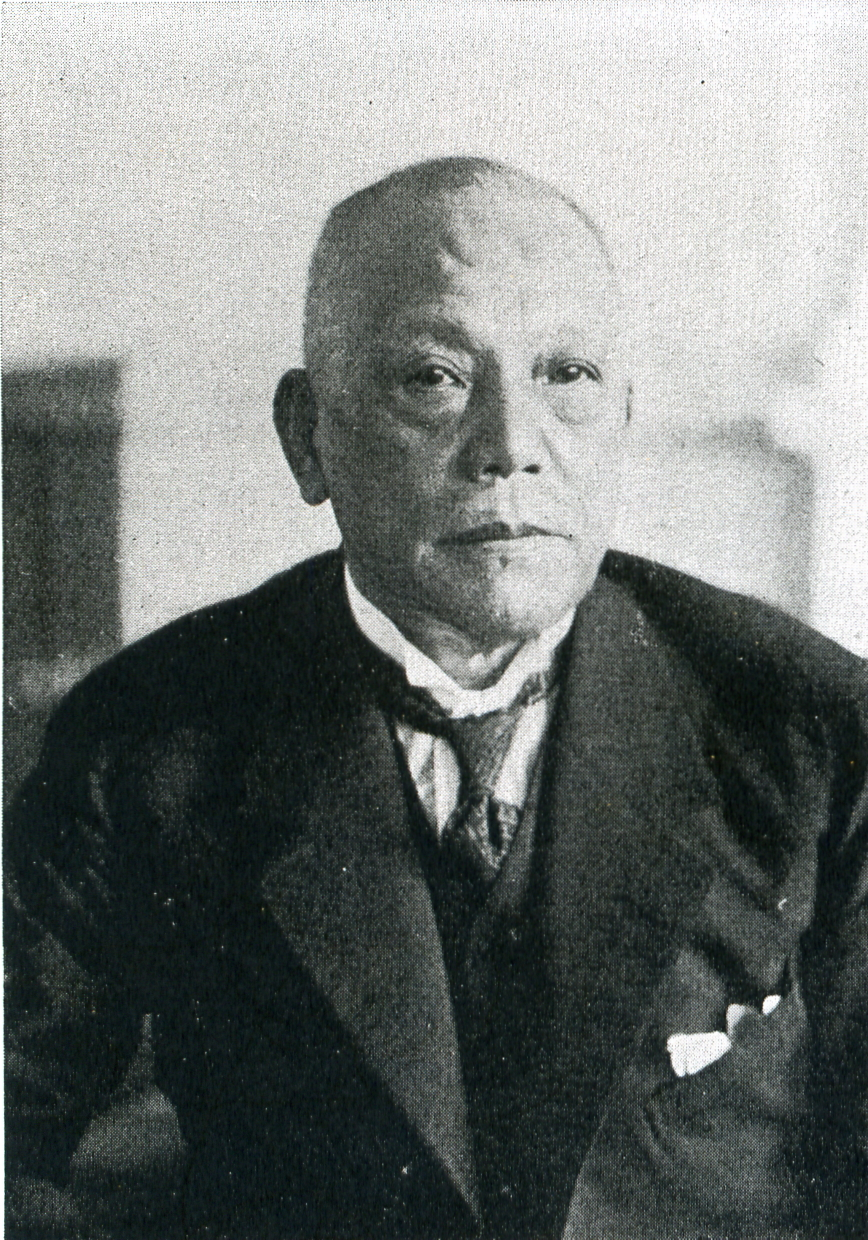
日本水力社長山本条太郎

石炭価格高騰と電力不足に悩まされていた頃、大阪電灯ではその打開策として同様に電力不足に苦しむ京都電灯と提携し、京都電灯が水利権を持つ九頭竜川水系（福井県）にて水力開発を実施して京阪地方へと送電する計画を立ち上げた。これに山本条太郎率いる北陸電化も加わり、この3社の関係者らが中心となって1919年（大正8年）10月、日本水力株式会社が資本金4400万円にて設立された。社長には山本条太郎が就任し、大阪電灯からは宮崎敬介が副社長に就いている。
日本水力は主として北陸地方にて水力開発を行い長距離送電線にて京阪地方へと送電する計画の下に設立されており、設立直後の1919年11月、大阪電灯は日本水力と電力受給契約を締結した。この契約により、大阪電灯は将来的に電力をすべて日本水力から購入することなどが取り決められた。しかし日本水力の事業は1920年春の戦後恐慌で行き詰まり、同社と同時期に関西地方への送電を目的に設立されていた大阪送電とその親会社木曽電気興業と合併して1921年2月に大同電力株式会社となった。木曽電気興業は木曽川開発などを目的に設立された電力会社、大阪送電は同社と京阪電気鉄道の提携にて関西への送電を目指して1919年に設立された送電会社であり、社長はともに福澤桃介である。大同電力の社長には福澤、副社長には宮崎敬介がそれぞれ就任している。
大同電力は発足後、日本水力が発注していた資材を転用して木曽川から大阪へと至る大阪送電線の建設を進め、大阪市郊外の門真町（現・門真市）に大阪変電所を設置して1922年（大正11年）7月より大阪への送電を開始した。大同電力は日本水力から大阪電灯との供給契約を継承しており、この時大阪電灯へ7,000kWの供給を始めた。供給に先立ち1921年10月に供給に関する覚書きが交わされたものの本契約の締結は遅れていたが、1922年10月にようやく成立。大同電力は大阪電灯に対し1924年春までに最大60,000kWを供給することなどが定められた。

### 大阪電灯買収問題

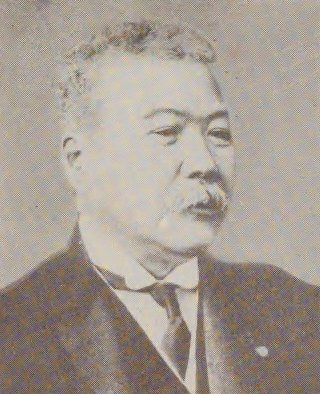
6代目大阪市長池上四郎：市営化実現時の市長

1922年は大阪市と締結していた報償契約により、大阪市が大阪電灯の事業を買収できるという権利が発生する年であった。同年1月、早速大阪市は大阪電灯に事業買収に関する協議の開始を通告し、買収協議が開始された。
買収協議は当初、1920年締結の新契約に基いて進められ、大阪電灯の事業のうち大阪市および東成郡・西成郡の地域のものだけを買収する「分別買収」の方針をとった。発電所については、当該地域における事業に必要な発電設備として市は安治川西発電所（出力15,000kW）の買収を希望し、買収価格は約5481万円を提示した。一方大阪電灯は、大阪市が事業の買収を求める地域における需要は約34,500kWであるから、これに対応する安治川東西両発電所（出力計37,500kW）ないし春日出第一発電所（出力30,000kW）が買収されるべきだとし、買収価格は約8107万円（安治川発電所買収の場合）を要求した。対して市は、大阪電灯の要求を受け入れると発電所4か所すべてを買収した場合に比較して買収価格がほぼ同一になることから4発電所中最も安価な安治川西発電所の買収のみで構わないとして要求を拒否したため、交渉は難航した。
分別買収の方針では交渉が困難と見た大阪市は、1922年10月、新契約に基づく協議を打ち切り、1906年締結の旧契約に基づく全事業の買収を通告した。旧契約に基づき買収案を策定し、11月市参事会にて可決、買収価格を6300万円とした。こうした市の方針転換に対して大阪電灯は旧契約は新契約締結によってすでに無効になっていると主張し市の主張を容認せず、12月の株主総会では市の通告には応じないと決議した。大阪電灯の措置に対し市は翌1923年（大正12年）1月、民事訴訟を提案するに至った。
続く大阪市と大阪電灯の対立は、最終的に時の内務大臣床次竹二郎の介入を招き、大阪府知事井上孝哉が仲介に入った。府知事の斡旋により新契約により交渉し直すという方針で妥協が成立し、事業の一部買収にかかる買収価格の調整を進めた。買収価格は市は6300万円を提示、大阪電灯は当初7058万円を提示して後に7000万円、次いで6750万円へと譲歩したが、意見の一致をみなかった。これを受けて府知事は買収価格を6625万円の斡旋案を提示するが、大阪電灯が容認したものの、市はここから200万円から300万円の減額を要求。1923年3月、160万円減額して買収価格を6465万円とする第2次斡旋案が提示されると大阪市もこれを容認し、ようやく買収案に関する合意が成立した。
府知事から第2次斡旋案が出され大阪電灯対大阪市の買収価格に関する問題が落ち着いた頃、次の問題として電力受給契約の継承問題が浮上した。前述の通り大同電力と大阪電灯は60,000kWに及ぶ電力受給契約を1922年10月に締結していたが、これを大阪電灯の事業を買収する大阪市が引き継ぐよう、大同電力・大阪電灯の両社が求めたのである。市は契約継承を拒否する構えであったが、旧日本水力の関係から山本条太郎が中心となり、大同電力社長の福澤桃介や同社関係者の岡崎邦輔も登場して運動した結果、これも府知事の調停を待つこととなった。調停により市は大阪電灯から電力受給契約を継承し、大同電力から1キロワット時 (kWh) あたり2銭3厘にて60,000kWの供給を受けることに決定した。
電力受給契約も解決したものの、今度は大阪電灯対大同電力で残余財産をいかに処分するかで問題が発生した。市が大阪市および東成郡・西成郡における事業を買収した後、大阪電灯の手に残る堺市や泉北郡・泉南郡その他の地域における事業および財産をめぐる問題である。初めは新会社設立か大同電力による買収か、という点で対立し、買収案が有力となってからは買収価格について対立が続いた。大阪電灯は帳簿価格通りに約3100万円の売却価格を提示したが、大同電力は2600万円程度の買収価格を提示して折り合いがつかず、これも府知事の調停で解決することとなった。1923年6月10日、府知事は最終裁定案を下し、大阪電灯から大同電力に渡る残余財産の価格を2999万9961円と決定した。

### 会社解散
3月末に買収に関する合意が成立していたがその他の問題噴出のため延長していた大阪電灯対大阪市の買収仮契約は、1923年6月21日になって調印された。その内容は、
- 大阪市は大阪電灯より事業および財産の一部を買収する。
- 買収範囲は大阪市および東成郡・西成郡における電灯電力販売事業およびこれに関する財産。
- 買収価格は6465万円で、8分利付き公債にて支払う。

というものである。続いて23日に大阪電灯対大同電力の残余財産買収契約も調印された。内容は、
- 大同電力は大阪電灯より事業および財産の一部を買収する。
- 買収範囲は、大阪市による買収範囲から外れた事業および財産。
- 買収価格は2999万9961円で、そのうち1296万円を大同電力の7分5厘利付き社債、1296万円を50円払込済み株式でそれぞれ決済し、残り407万9961円を現金で支払う。
  - 50円払込済み株式の交付は、手続きの便宜上、大阪電灯が春日出第二発電所を中心とする財産を現物出資し他に現金3,000円を加えて資本金1296万3000円の新会社「大阪電気株式会社」を設立した上で、これを大同電力が 1:1 の合併比率で吸収することで行う。
- 大阪電灯と大同電力の間に締結されている電力供給契約は、大阪電灯から大阪市に引き継がせる。

というものである。この新会社大阪電気は7月に設立され、7月21日に大同電力と合併仮契約を締結した。そして、大阪市は7月2日に市会を、大阪電灯は7月17日、大同電力は8月15日に株主総会を開き、それぞれ契約を正式確認したことで、1922年1月以来続いていた大阪電灯の買収問題はすべて解決するに至った。
1923年10月1日、契約通り大阪市への事業・財産の引き継ぎが実行に移され、大阪市営電灯供給事業が開始された。一方同日付で残余事業・財産の大同電力への引き継ぎも実施された。市および大同電力への事業引き継ぎを終えた大阪電灯は10月1日付で解散。旧株主に対しては1株（額面50円全額払込済み）につき市公債60円、大同電力社債15円、同社株式15円の割合で割り当て（端数は適宜処分）、その他の現金も分配して1924年（大正13年）10月1日付で清算事務を終了した。

## 供給の推移
以下、沿革のうち供給の推移について詳述する。ただし大阪府外での供給については#大阪府外での供給事業を参照。

### 1880・1890年代
1889年5月20日に大阪電灯が大阪市南部に西道頓堀発電所を建設して事業を開始した際、取り付けられていた電灯は150個であった。需要が少ないのは、当時はまだ電灯に関する知識が普及しておらず、料金も高価であったため、電灯は石油ランプ以上の贅沢品で上流家庭が使用するものと考えられていたためである。そこで会社では社長の土居通夫以下社員総出で宣伝に努め、特に技師長の岩垂邦彦は蓄電池を携えて繁華街に出張し、大通りで様々な実験を行って知識普及を手伝った。勧誘の結果5月末までに取付個数は346灯に増加し、年度末（11月末）には約1,800灯を供給するまでになった。西道頓堀発電所は当初、30kWの交流発電機とアーク灯（弧光灯）用の直流発電機が1台ずつあるだけであったが、同年9月から増設が始まり、翌1890年（明治23年）には交流発電機6台計195kWおよびアーク灯用直流発電機2台を備える発電所となった。
西道頓堀発電所に続き、市内北部における需要にも応ずるため1891年（明治24年）6月に中之島発電所が新設された。これにあわせて大阪電灯では供給の勧誘を行い、その結果まもなく供給力不足となるほどの供給増に繋がった。他にも大阪砲兵工廠や兵営、郵便局、病院などと供給契約を結び、街灯を設置するなど、この時期電灯の実用化が進展した。電灯の取付個数は1893年（明治26年）に1万灯を突破している。
さらなる電灯の普及を招いたのは日清戦争後の物価騰貴である。この影響で大阪電灯は電灯料金の値上げを余儀なくされたものの、石油価格の高騰も著しかったため、電灯需要の拡大に繋がった。電灯の取付個数は1896年（明治29年）に2万灯を越え、1899年（明治32年）に3万灯に達した。この間の1896年9月、3番目の発電所として幸町発電所を建設。翌1897年（明治30年）3月には、同発電所に動力用電力にも対応する周波数60Hzの発電機を増設し、同年6月より動力用電力の供給を開始した。ただし電灯需要と異なり日露戦争前の当時、電力需要は微少であった。
なお供給区域については、開業当初に電線路を敷設する許可を得ていた区域は大阪市および東成郡・西成郡の一部町村であったが、1896年5月に逓信省の認可を受けて供給区域を設定するよう制度が改訂されると、大阪電灯は大阪市の一部、東成郡鶴橋村・生野村・天王寺村の各一部、西成郡今宮村大字木津・津守村・鷲洲村・中津村・豊崎村の各一部をそれぞれ供給区域として申請し認可を得た。

### 1900年代
1903年（明治36年）、大阪にて第5回内国勧業博覧会が開催された。開催にあたり大阪電灯は、博覧会にて使用する照明設備一切を引き受けてイルミネーションを設置した。これは市民に対する恰好の宣伝となり、博覧会開催に影響された一般商工業界の振興とあわせて大幅な需要増に繋がった。開催に先立ち1903年2月、大型発電所として本田発電所が建設されている。
博覧会開催翌年に日露戦争が勃発すると、軍需に関係する機関や工場・店舗の活性化により電灯取付個数も増加し、1905年（明治38年）1月に料金および制度の改訂を実施したことにより戦後も引き続き増加を続けた。また1904年（明治37年）1月に堺電灯からの事業継承に伴い堺市などを供給区域に編入し、同市に堺出張所を開設した。この堺出張所と大阪府外の門司支店（1902年設置）管内の数字を含んでいるが、大阪電灯の電灯取付個数は1901年度に4万灯を越えた後、1905年度にはその2倍以上の8万8千灯となった。
増え続ける需要に供給が追いつかない時期があったが、1908年（明治41年）に幸町発電所での2,000kWに及ぶ増設工事が竣工するとともに溜まっていた新規申し込みを一掃、その上勧誘方法などを変更したため1年間で5万4千灯の供給増となった。同年10月、幸町発電所に設置予定の1,250kW発電機2台を移して安治川小発電所が運転を開始。その後も需要増は続き翌1909年（明治42年）も上期だけで4万灯の増加を見たが、7月に大阪市北区にてキタの大火（天満焼け）が発生して需要家4千戸、電灯約1万2千灯を焼失し、一時増加率は減少に転じた。しかし大火はかえって市民に石油ランプの危険性および電灯の安全性を宣伝したため、一時期に需要が急増する事態となった。1910年（明治43年）、電灯取付個数は36万灯に達した。
電灯供給の一方、1897年に始まった電力供給も徐々に増加して1905年には計1千馬力を越え、1910年には計2千馬力を供給するようになった。

### 1910年代前半
大容量発電所を建設し発電を集約するという構想の下建設が進められていた安治川西発電所が1910年8月に容量3,000kWの発電機2台にて運転を開始、翌1911年（明治44年）6月までに5台の発電機がすべて揃い完成した。続いて安治川東発電所の建設に取り掛かり、容量5,000kWの発電機2台を据え付けて1914年（大正3年）4月に竣工させた。さらに1913年（大正2年）10月には宇治川電気からの20,000kWに及ぶ大量受電を開始している。これらの電源増強の一方で旧式発電所は順次廃止することとなり、まず中之島発電所が安治川西発電所の運転開始に伴い1911年3月に廃止、次いで1915年（大正4年）3月に西道頓堀・幸町・本田の3発電所が廃止され、1916年（大正5年）3月には安治川小発電所も廃止された。
1910年代前半の電灯供給動向について見ると、1912年（明治45年）1月に大阪市南区にて大火（ミナミの大火）が発生して1万2千灯が焼失したため一時期増加率が再び減少に転ずるが、前回の大火と同様需要の増加をもたらし、被災地域における新築家屋すべてに需要を得るほどであった。また翌1913年、大阪市との関係から2回にわたる電気料金の引き下げを行ったことから、収入減を補うべく10年間で200万灯の供給計画を作成するなど積極的な拡張策を講じた。
電力供給については、新興の電力会社宇治川電気と競争を回避する営業協定を1911年10月に締結した結果、大阪電灯は電力供給に制限を課せられることとなった。協定により大阪電灯が供給可能なのは、家庭用などの小口電力と、1日あたり合計3万kWh以下の一般の動力用電力のみとなった。ただし当時としては制限がついたとしても供給拡大の余地があったことから、家庭用小型電動機の普及を図るなど制限の範囲内において極力需要の増加に努めた。
1914年（大正3年）、第一次世界大戦が勃発する。開戦初期の段階では不況の影響で電灯の需要増加は停滞したものの、やがて軍需工場の活性化が商工業一般の好況をもたらし、電灯需要の急増に繋がった。電力需要も増加を続けたため、それまで毎月2回あった送電の休日を廃止して無休送電とし、需要家の操業に支障がないよう便宜を図っている。1914年度末の時点で電灯取付個数は80万灯、電力供給は4千馬力まで増加した。

### 1910年代後半以降
需要の増加や宇治川電気・阪神電気鉄道との電力供給契約締結（1916年、各10,000kWを供給）を受けて大阪電灯は既設安治川東発電所の増設を決定、1916年（大正5年）6月にその許認可を得た。翌1917年（大正6年）にはさらなる需要増加のため計画を一部変更し、春日出第一発電所を新設する許認可も取得。安治川東発電所に12,500kW発電機1台を増設、春日出第一発電所には同型発電機3台を新設する、という発電所の新増設工事が始まった。
1917年度末には電灯取付個数は100万灯を越えて111万灯、電力供給は1万馬力まで増加した。しかしながら第一次世界大戦の影響で輸入機器が到着せず発電所の新増設工事は遅延していた。1916年10月にすべての電球を炭素線電球（発光部分に炭素線を用いる白熱電球）から消費電力の小さいタングステン電球に切り替え節電を図ったものの、増設工事遅延のため1917・18年頃になると電力不足が深刻化し、電圧降下の問題などが発生するに至る。既設発電所は十分なメンテナンスを行う余裕がなくなり、故障が発生しても応急処置のみでやり過ごすので事故がさらに事故を招く状態に陥った。故障頻発で電灯供給に支障を来たしたので、発電所の負担軽減のため電力供給は無休送電から一転して送電制限となり、1918年（大正7年）12月に20日間の夜間送電中止措置が採られた。翌1919年（大正8年）にも夜間送電中止が再度実施され、今度は11月から翌年1月末まで続いた。電灯供給も1919年から急を要するもの以外の新規供給を停止する措置が採られた。
1917年11月、輸入困難な輸入機器を国産機器に振り替えて安治川東発電所の増設工事が完成した。しかし試運転の段階からボイラーや蒸気タービンの性能不足に悩まされ、翌1918年3月に運転を開始したものの成績不良で故障頻発という状態であった。春日出第一発電所の新設工事も1918年10月から1919年4月にかけて順次完成したが、ここでも安治川と同様に機器の不良から故障が頻発した。これらの発電所では完成後も改良工事が続けられた。
発電所の改良工事が終わりに近づいた頃より需要の増加率が低減し、供給の余力は回復していった。このため電力需要の増加を図り、1921年（大正10年）6月には電力料金の値下げを実施した。また同年12月、宇治川電気との契約更改により同社との営業協定が消滅し、電力供給の制限が解除された。さらに翌1922年（大正11年）の8月から11月にかけて20,000kW発電機2台を備える春日出第二発電所が完成したので、さらなる需要増加策が講じられた。また発電力の回復とともに電灯供給の制限も解除され、勧誘再開により需要は増加して1923年（大正12年）上期には半期で8万8千灯の増加という開業以来最大の増加幅を記録した。解散直前の1923年9月時点では、電灯取付個数は188万灯、電力供給は3万馬力であった。

### 供給実績推移表
1889年の開業から1923年の解散へと至る間の電灯（白熱灯およびアーク灯）の取付個数、および電動機・電力装置向けの電力供給実績の推移は以下の通り。数値は各年度下期末（11月末、1923年度は9月20日時点）のものである。
| 年度 | 電灯供給 電灯取付灯数 | 電力供給          | 電力供給          | 備考                                           |
| 年度 | 電灯供給 電灯取付灯数 | 電動機 （馬力数） | 電力装置 （kW数） | 備考                                           |
| ---- | --------------------- | ----------------- | ----------------- | ---------------------------------------------- |
| 1889 | 1,841                 |                   |                   | 開業初年度                                     |
| 1890 | 3,054                 |                   |                   |                                                |
| 1891 | 6,061                 |                   |                   |                                                |
| 1892 | 7,578                 |                   |                   |                                                |
| 1893 | 10,184                |                   |                   |                                                |
| 1894 | 13,846                |                   |                   |                                                |
| 1895 | 16,682                |                   |                   |                                                |
| 1896 | 21,353                |                   |                   |                                                |
| 1897 | 26,075                | 85                |                   | 電力供給開業初年度                             |
| 1898 | 27,690                | 157               |                   |                                                |
| 1899 | 30,739                | 255               |                   |                                                |
| 1900 | 36,005                | 347               |                   |                                                |
| 1901 | 40,511                | 367               |                   |                                                |
| 1902 | 48,451                | 440               |                   | 今年度より門司支店分を含む                     |
| 1903 | 56,675                | 533               |                   |                                                |
| 1904 | 65,461                | 654               |                   | 今年度より堺出張所分を含む                     |
| 1905 | 88,423                | 1,104             |                   |                                                |
| 1906 | 111,516               | 1,138             |                   | 今年度より佐世保支店分を含む                   |
| 1907 | 137,888               | 1,241             |                   |                                                |
| 1908 | 198,957               | 1,592             |                   | 今年度より舞鶴支店分を含む                     |
| 1909 | 168,235               | 1,702             |                   | 今年度より門司支店分を除外                     |
| 1910 | 364,417               | 2,046             |                   |                                                |
| 1911 | 480,022               | 2,491             |                   | 今年度より佐世保支店分を除外                   |
| 1912 | 586,199               | 3,421             |                   |                                                |
| 1913 | 699,717               | 4,855             |                   |                                                |
| 1914 | 801,095               | 4,347             |                   |                                                |
| 1915 | 890,178               | 4,322             | 1,884             | 今年度より電動機以外の電力を電力装置として計上 |
| 1916 | 995,928               | 5,152             | 2,039             |                                                |
| 1917 | 1,116,776             | 6,157             | 3,503             |                                                |
| 1918 | 1,249,711             | 8,015             | 3,525             |                                                |
| 1919 | 1,294,335             | 8,458             | 4,199             | 今年度より舞鶴支店分を除外                     |
| 1920 | 1,392,016             | 8,214             | 2,220             |                                                |
| 1921 | 1,538,926             | 10,342            | 3,112             |                                                |
| 1922 | 1,746,596             | 14,447            | 6,352             |                                                |
| 1923 | 1,885,877             | 18,351            | 9,652             | 最終年度                                       |

### 供給区域一覧
1896年5月、大阪市その他に初めて設定された大阪電灯の供給区域は、その後範囲を拡大し続けた。拡大の結果、1919年（大正8年）12月末時点における電灯・電力供給区域は以下の通りとなった。
- 大阪市
- 堺市（旧湊町・向井町域を含む）
- 東成郡（7町14村、すべて現・大阪市）
  - 榎並町（一部）・鯰江町（一部）・榎本村・城東村・中本町・神路村・鶴橋町・小路村・生野村・天王寺村・住吉村・安立町・敷津村・墨江村・依羅村・長居村・田辺町・北百済村・南百済村・平野郷町・喜連村
- 西成郡（7町2村、すべて現・大阪市）
  - 今宮町・津守村・玉出町・粉浜村・伝法町・稗島町（新淀川左岸の地域）・鷺洲町（同左）・中津町（同左）・豊崎町
- 中河内郡（1町17村）
  - 巽村・加美村・瓜破村・長吉村・矢田村（現・大阪市）
  - 弥刀村・長瀬村（現・東大阪市）
  - 八尾町・龍華村・久宝寺村・大正村・西郡村・南高安村・中高安村・北高安村・曙川村（現・八尾市）
  - 堅下村（現・柏原市）
  - 三宅村（現・松原市）
- 南河内郡（1町1村）
  - 柏原町（現・柏原市）
  - 志紀村（現・八尾市）
- 泉北郡（1町4村）
  - 浜寺町（石津川以北の地域）・舳松村・神石村・五箇荘村・三宝村（現・堺市）

上記に加えて1922年（大正11年）9月、春日出第二発電所の建設や大同電力からの受電開始に伴う供給強化を目的に、大阪府西成郡・中河内郡・泉北郡・泉南郡の各一円（既存供給区域を除く）にわたって電力供給区域を設定している。
供給区域のうち、大阪市・東成郡・西成郡は1923年（大正12年）10月より大阪市営電気供給事業の供給区域となり、その他は大同電力の供給区域となった。このうち大同電力に渡った区域を含む同社の大阪府内における一般供給事業を分離し1925年（大正14年）に大阪電力が設立されたが、1934年（昭和9年）大阪電力は大同電力に吸収され同事業は再び直営化された。次いで1939年（昭和14年）に大同電力の事業は日本発送電へと引き継がれたが、配電統制令が出されるに及んで大阪府は新設の国策配電会社関西配電の配電区域とすることが決まり、大阪市と日本発送電に対して同社への設備出資が命ぜられ、1942年（昭和17年）の同社設立とともに府内にあった大阪市および日本発送電の配電設備・需要者屋内設備一切は関西配電へと出資された。戦後の1951年（昭和26年）、関西配電の供給区域を引き継いで現在の関西電力が発足している。

## 電源の推移
以下、沿革のうち発電・受電の推移について詳述する。ただし大阪府外の発電所については#大阪府外での供給事業を参照のこと。

### 西道頓堀発電所
大阪電灯最初の発電所が西道頓堀発電所である。大阪市西区西道頓堀通2丁目（現・南堀江）にて1888年（明治21年）12月大阪府の認可を得て着工、翌1889年（明治22年）5月に完成させた。
完成当初の設備は、ボイラー、蒸気機関、白熱灯500灯用30kW単相交流発電機（電圧1,150V・周波数125Hz）、アーク灯用直流発電機各1台で、発電機はいずれもトムソン・ヒューストン製であった。同年9月から発電機の増設が始まり、まず30kW・35kW単相交流機各1台が完成、次いで11月35kW単相交流機・アーク灯用直流機各1台、1890年（明治23年）2月30kW・35kW単相交流機各1台が完成し、交流発電機6台計195kWにアーク灯用直流発電機2台を備える発電所となった。その後中之島発電所の竣工を待って1894年（明治27年）に最も古い30kW機を60kW機と交換。しかし翌1895年（明治28年）12月にはこの60kW機は35kW機1台とともに撤去された。
1901年（明治34年）11月、本田発電所工事の遅れに伴い暫定的に西道頓堀発電所が増強され、30kW・35kW発電機各1台の撤去跡に150kW三相交流発電機1台が増設される。しかし同機は動力用電力の配電の都合上1903年（明治36年）9月幸町発電所へと移され、反対に同所の120kW単相機が運び込まれた。この間1902年（明治35年）6月に90kW単相機が追加されている。
1905年（明治38年）9月、上記旧設備はすべて撤去され、その跡にボイラー3台・蒸気タービン2台・500kW二相交流発電機（周波数60Hz）2台からなる新設備が建設され翌1906年（明治39年）9月より送電を再開した。こうして出力1,000kWの発電所に更新されるが、大型発電所建設や他社受電開始に伴い1915年（大正4年）3月に廃止され、設備は舞鶴発電所へと移設された。

### 中之島発電所
大阪電灯2番目の発電所は中之島発電所である。1891年（明治24年）6月、西道頓堀発電所からでは当時の技術では配電が困難であった大阪市北部へと供給する目的で大阪市北区中之島5丁目に新設された。
第1期工事が完了した建設当初の段階では、ボイラー4台、蒸気機関3台、35kW単相交流発電機1台・70kW単相交流発電機2台という設備であった。次いで翌1892年（明治25年）7月70kW発電機機1台が追加され、さらに1893年（明治26年）12月・1894年6月・12月の3回に分けて120kW機各1台がそれぞれ運転を開始している。
設備更新は1900年（明治33年）5月から始められ、まず古い35kW機1台が150kWモノサイクリック式発電機と交換される。次いで1903年12月70kW機3台が撤去され、その跡に1904年（明治37年）9月150kWモノサイクリック式発電機、同年11月150kW三相交流発電機がそれぞれ竣工した。こうして発電機6台・計810kWの発電所となるが、安治川西発電所運転開始に伴い1910年（明治43年）に休止され、翌1911年（明治44年）3月には廃止されて撤去された。

### 幸町発電所
3番目の発電所は幸町発電所である。元は競合会社として設立された「浪花電灯会社」が設置許可を得た発電所であるが、大阪電灯に買収された後で着工され、1896年（明治29年）9月から翌年1月にかけて順次竣工した。所在地は大阪市西区幸町通2丁目（現・浪速区幸町）。
第1期工事が完成した段階の設備は、ボイラー5台、蒸気機関3台、120kW単相交流発電機3台というものであった。次いで1897年（明治30年）3月、動力用電力の送電も可能な150kWモノサイクリック式発電機を1台を設置。さらに同型機を1898年（明治31年）3月と翌年10月に2台ずつ追加している。これら5台の増設設備は会社最初のモノサイクリック式発電機であり、ここで採用された電圧2,300V・周波数60Hzはその後の社内標準となった。1901年3月には150kW三相交流発電機1台も追加。次いで120kW機1台が撤去され、1904年3月150kW三相交流機へと交換された。
こうして発電機9台・計1,140kWを備える発電所となったが、様々な形式の発電機を増設した結果、電気の方式に統一性がないという問題が生じた。統一を図るべく、まず150kWモノサイクリック式発電機1台を撤去し1904年7月150kW三相交流発電機と交換。次いで日露戦争後の需要増加のため1907年（明治40年）11月・12月に1台ずつ1,000kW発電機（原動機は蒸気タービン。二相交流機・三相交流機各1台）を増設した。前後して120kW単相機2台、150kWモノサイクリック式発電機1台・150kW三相交流発電機1台が撤去されている。
最終的に幸町発電所は1,000kW機2台・150kW機5台の総出力2,750kWの設備を擁したが、安治川東西両発電所の建設と他社受電開始で不要となり、1915年3月に廃止となった。廃止後、発電所建屋は変電所に転用された。

### 本田発電所
在来の発電所3か所よりも大型の発電所として建設されたのが本田発電所である。所在地は大阪市西区本田通3丁目（現・本田）。
1903年開催の内国勧業博覧会に間に合わせるべく工事が進められるが、付属機器一部未到着のため開幕前の2月に完成したのは600kW二相交流発電機1台であった。その後同年7月、同型機1台も完成をみた。次いで1905年4月・10月に蒸気機関に替えて蒸気タービンを原動機とする500kW三相交流発電機2台が完成している。なお蒸気タービンは社内初採用であった。
こうして2,200kWの発電所となったが、幸町発電所などと同様1915年3月に廃止された。

### 安治川小発電所
幸町発電所に設置予定の機器を移し1908年（明治41年）に新設されたのが安治川小発電所である。所在地は下記安治川西発電所と同じ大阪市北区安治川上通2丁目（現・福島区野田）。
1908年10月に発電機がまず1台、次いで11月にもう1台完成して竣工した。発電機は蒸気タービンを原動機とする1,250kW三相交流発電機である。運転期間は短く、1916年（大正5年）3月には廃止された。跡地には安治川変電所が建てられた。

### 安治川西発電所

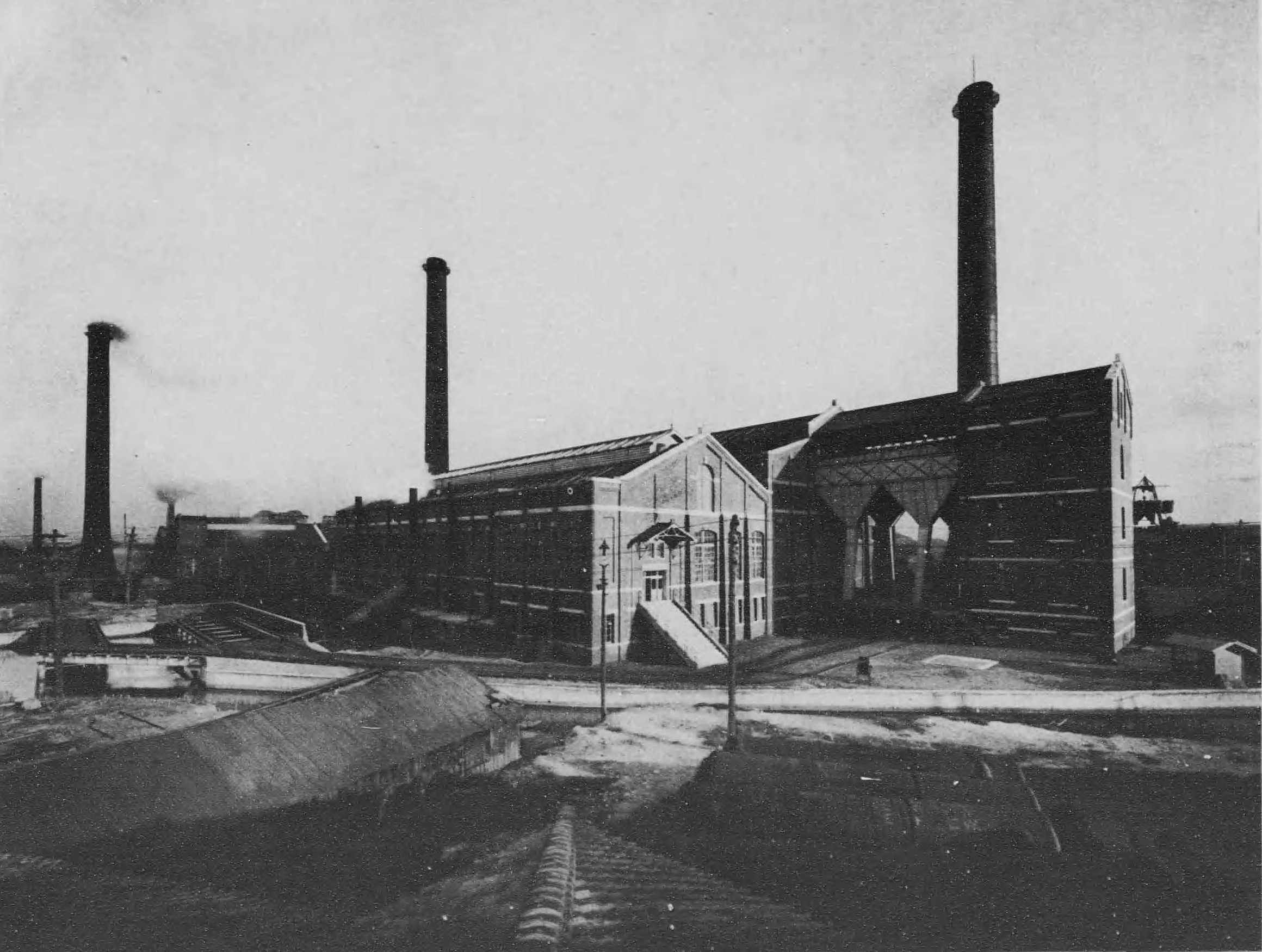
安治川西発電所

需要増加への対応と、各地に散在する旧式小規模発電所の置き換えを目的に計画された大規模発電所の第一号が安治川西発電所である。石炭搬入や用水の便が良い安治川沿いを用地とし1909年（明治42年）4月に認可を得て着工。翌1910年（明治43年）8月1・2号機が運転を開始、次いで同年10月3号機、翌年6月4・5号機がそれぞれ運転を開始して竣工した。その概要は以下の通り。
- 所在地：大阪市北区安治川上通2丁目（現・福島区野田）
- ボイラー：合計9台（英国バブコック・アンド・ウィルコックス (B&W) 製）
- 原動機：4,500馬力蒸気タービン5台（米国ウェスティングハウス・エレクトリック (WEC) 製）
- 発電機：3,000kW三相交流発電機5台（米国WEC製）

1923年10月の大阪電灯解散に伴う継承先は大阪市である。

### 安治川東発電所

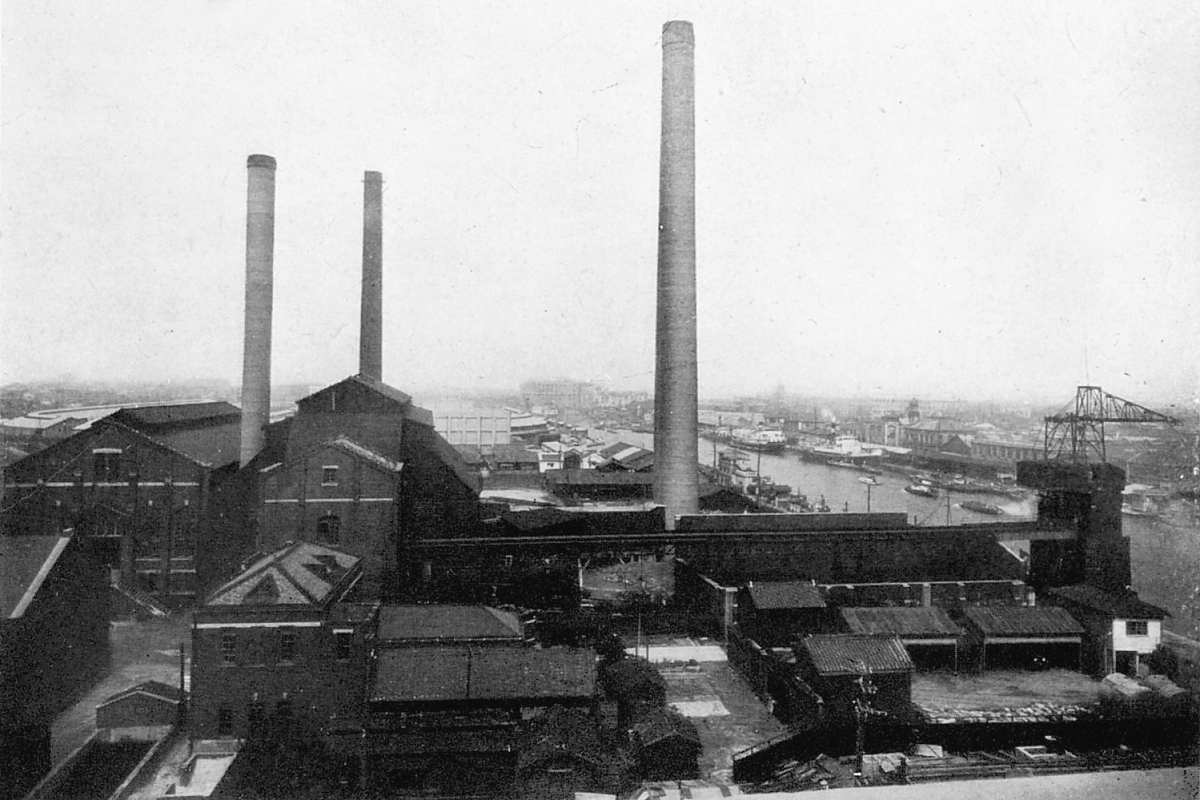
安治川東発電所

安治川西発電所に引き続いて建設された大規模発電所が安治川東発電所である。1911年（明治44年）2月に最初の建設認可を得て、1914年（大正3年）4月より運転を開始した。初期設備の概要は以下の通り。
- 所在地：大阪市北区安治川上通2丁目（西発電所と同一敷地内）
- ボイラー：合計14台（英国B&W製）
- 原動機：7,500馬力蒸気タービン2台（米国WEC製）
- 発電機：5,000kW三相交流発電機2台（米国WEC製）

建設後の需要増加によりその後設備の増設が計画され、1916年（大正5年）6月に許認可を受けて着工、1917年（大正6年）11月に発電機1台の据え付け工事が完成し、翌1918年（大正7年）3月に運転を開始した。増設設備の概要は以下の通り。
- ボイラー：合計8台（英国B&W製）
- 原動機：22,500馬力蒸気タービン1台（三菱長崎造船所製）
- 発電機：12,500kW三相交流発電機1台（三菱長崎造船所製）

大阪電灯解散後は大同電力に継承された。

### 春日出第一発電所

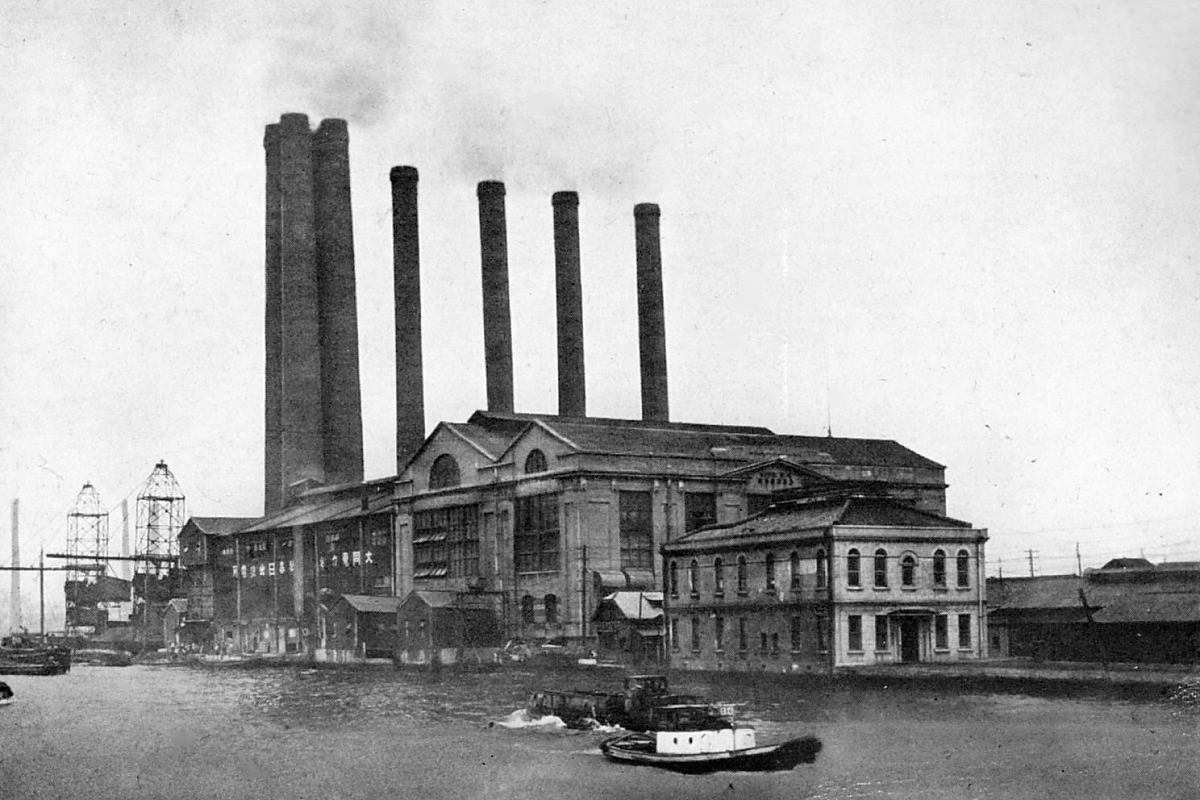
春日出第一発電所

安治川東発電所の増設計画の一部を変更し、同発電所へ据え付ける予定であった発電機を移して新設されたのが春日出第一発電所である。用地は自社製作所の拡張のために確保していた場所であるが、安治川に面し大型運炭船の係留が可能でほかにも用水の都合が良いなどの利点を備える発電所建設の適地であった。1917年（大正6年）9月に着工、翌1918年（大正7年）10月に1号機、翌年3月に3号機、同年4月に2号機がそれぞれ完成した。発電所の概要は以下の通り。
- 所在地：大阪市北区安治川通4丁目（現・此花区西九条）
- ボイラー：合計24台（英国B&W製）
- 原動機：22,500馬力蒸気タービン3台（三菱長崎造船所製）
- 発電機：12,500kW三相交流発電機3台（三菱長崎造船所製）

大阪電灯解散後は大同電力に継承された。

### 春日出第二発電所

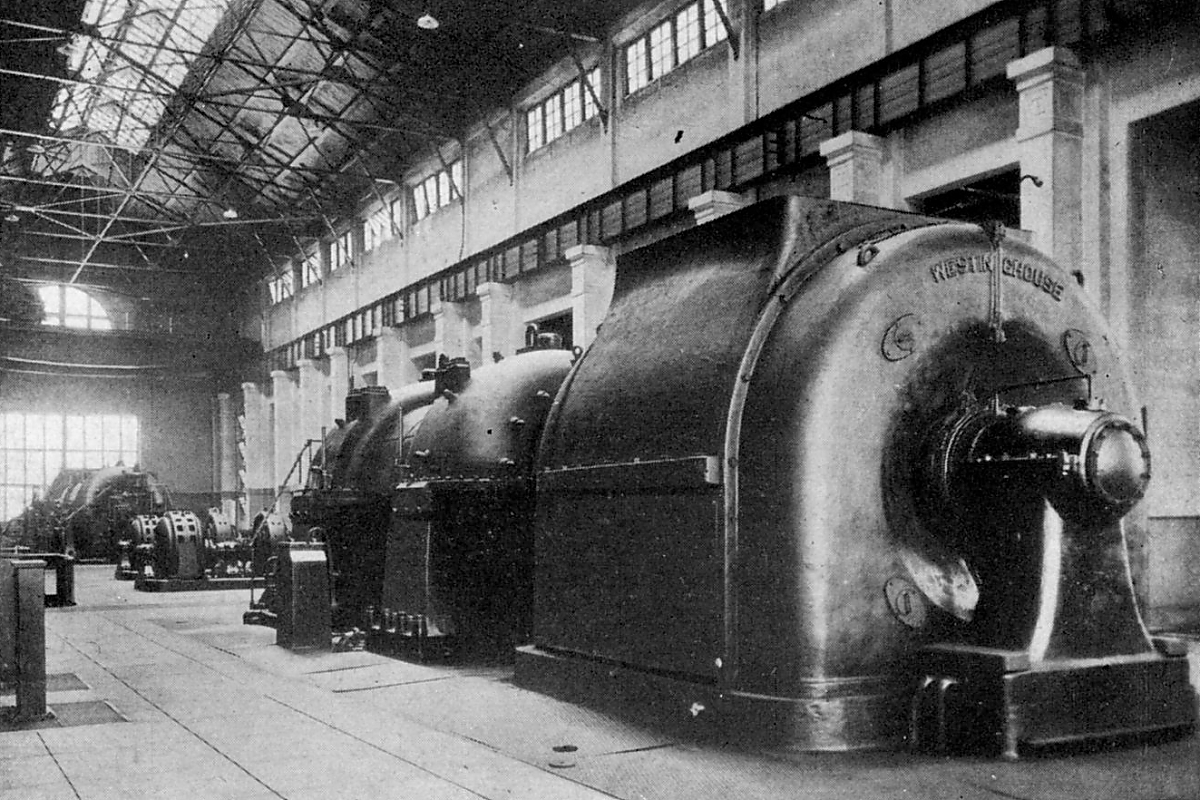
春日出第二発電所の発電機

春日出第一発電所に続いて計画された春日出第二発電所は、周辺住民の反対や建設資金の涸渇で建設が遅れたが、1920年（大正9年）12月に許認可を得て翌年2月大林組の請負いにて着工、1922年（大正11年）8月に1号機が完成して翌月から運転を開始し、残りの工事も同年11月に完成した。発電所の概要は以下の通り。
- 所在地：大阪市北区北安治川通4丁目・南安治川通3丁目（現・此花区西九条）
- ボイラー：合計32台（英国B&W製）
- 原動機：蒸気タービン2台（米国WEC製）
- 発電機：20,000kW三相交流発電機2台（米国WEC製）

大阪電灯解散後は大同電力に継承された。

### 受電

#### 宇治川電気
他の電力会社からの購入電力（受電）のうち、主たるものは宇治川電気からの受電である。1911年（明治44年）10月、同社との間に最初の電力受給契約が締結された。契約の内容は、
- 大阪電灯は宇治川電気より20,000kWを受電する。
  - 受電電力は1916年4月、22,400kWへの増加が契約されている。
- 料金は1kWhあたり1銭から1銭2厘。
- 最低使用量は1か月あたり480万kWh。
- 契約の期限は1921年12月末までとする。

というもので、1913年（大正2年）10月より実際に供給が開始された。次いで契約満期を迎えた1921年（大正10年）12月に新たな受給契約が締結され、条件は以下の通りに変更された。
- 大阪電灯は1922年1月1日以降、宇治川電気より昼間最大2,500kW・夜間最大22,400kWを受電する。
- 料金は1kWhあたり1銭3厘。
- 責任負荷率は昼間80%・夜間85%。
- 契約の期限は1926年12月末までとする。

宇治川電気との契約は1923年（大正10年）10月、大阪電灯から大阪市へと継承され、上記の条件で市営電気事業への供給が続けられた。

#### 大同電力
宇治川電気以外にも、末期の1922年（大正11年）7月に大同電力より7,000kWの受電が開始された。受電開始後の同年10月に遅れていた電力供給契約が締結されるに至り、以下の通りに条件が決定された。
- 大阪電灯は大同電力より、1924年春までに順次60,000kWを受電する。
  - 受電電力の内訳は、定時30,000kW、渇水期を除く季節電力30,000kW。
- 料金は、1kWhあたり定時電力2銭5厘、季節電力2銭。
- 責任負荷率は70%。
- 大阪電灯が合併や他の事業者への事業売却を行う場合、後継の事業者にこの契約を継承させる。
- 契約の有効期間は満10年とする。

大阪市による大阪電灯の事業買収に際し、大同電力との需給関係は大阪市へと引き継がれることとなったので、1923年6月、同年10月以降の条件を定めた新たな電力受給契約が大阪電灯と大阪市の間に締結された。そしてこの契約が大阪電灯から大同電力へと引き継がれ、10月以降大同電力から市営電気事業の供給が行われた。

## 大阪府外での供給事業
以下、沿革のうち大阪府以外での供給事業について詳述する。大阪電灯は大阪府外の3か所、すなわち門司市（現・北九州市、福岡県）、佐世保市（長崎県）、新舞鶴町（現・舞鶴市、京都府）にそれぞれ支店を構え、供給事業を行っていた時期がある。ここでは各支店の事業について記述する。

### 門司支店
- 事業開始：1902年（明治35年）3月4日[87]
- 供給区域：福岡県門司市（現・北九州市）[87]
- 発電設備：門司発電所（火力、発電機総容量262kW[88]、門司市大字門司所在[87]）

九州地方の福岡県門司市では、初め有志2名が1899年（明治32年）9月に電気供給事業の許可を受けていたが、翌1900年（明治33年）7月、これを大阪電灯が買収した。同社は1901年（明治34年）7月門司市内に門司支店を設置し、門司発電所を新設して1902年3月より供給を開始した。開業当日の電灯取付個数は1,630灯である。
開業翌年には発電所の増設が始まり、その後も需要増加に呼応して増設が続いたが、大阪電灯は開業7年で門司支店の事業を手放すことになった。譲渡先は門司をはじめ北九州地区において電気鉄道の敷設を計画していた九州電気軌道で、沿線の門司や小倉での電気供給事業を目論み、鉄道の開業に先立ち大阪電灯門司支店を1909年（明治42年）に37万円で買収、11月1日付で供給事業を引き継いだ。譲渡時の電灯取付個数は6,445灯であった。

### 佐世保支店
- 事業開始：1906年（明治39年）8月19日[91]
- 供給区域：長崎県佐世保市、東彼杵郡日宇村・早岐村（現・佐世保市）、北松浦郡大野村・皆瀬村・中里村・山口村（同左）[91]
- 発電設備：佐世保発電所（福石町発電所とも。火力、発電機総容量430kW[92]、佐世保市福石町所在[91]）

同じ九州地方の長崎県佐世保市では最初市営による電灯事業が企画されたものの、日露戦争中で市の起債が困難であったので、市当局に対して1903年（明治36年）10月に電気事業許可を申請していた大阪電灯が代わって営業にあたることとなった。1905年（明治38年）7月大阪電灯は事業許可を取得。佐世保支店および佐世保発電所を佐世保市福石免に設置し、1906年8月に供給を開始した。
佐世保支店においても開業翌年の1907年（明治40年）から発電所の増設に着手。また供給区域も順次佐世保市の周囲へと拡大した。
しかし佐世保支店の事業も開業から数年で売却することとなった。売却先は1911年（明治44年）に京都電灯に対抗すべく設立された京都電気で、京都市にて開業するのに先立って同年12月に佐世保支店を57万5000円で買収した。譲渡時の電灯取付個数は1万1088灯であった。なおこの京都電気は翌1912年（大正元年）に京都電灯に統合されているが、佐世保支店は直前に佐世保電気へとさらに売却されたため、京都電灯の手には移っていない。京都電気より事業を引き継いだ佐世保電気は福澤桃介や松永安左エ門らの発起により設立された電力会社で、1913年に九州電灯鉄道（後の東邦電力）へと合併された。

### 舞鶴支店
- 事業開始：1908年（明治41年）5月26日[95]
- 供給区域：京都府加佐郡舞鶴町・新舞鶴町・余部町・余内村・中筋村・志楽村・倉梯村・池内村・与保呂村・神崎村・東雲村・丸八江村・岡田上村・岡田中村・岡田下村・四所村・朝来村・西大浦村・東大浦村（現・舞鶴市）[95]
- 発電設備：舞鶴発電所（新舞鶴発電所・同第二発電所とも。火力、発電機総容量常用500kW・予備450kW[96]、新舞鶴町大字浜所在[95]）

大阪電灯は1904年（明治37年）7月、京都府北部の舞鶴地区における事業経営の許可を取得し、加佐郡新舞鶴町大字浜に舞鶴支店および舞鶴発電所を建設して1908年5月より供給を開始した。事業許可当初の供給区域は新舞鶴町および余部町の一部であったが、北丹電気より舞鶴町周辺の供給区域を譲り受けるなど、区域は拡大を続けた。需要増加のため1911年（明治44年）に発電機の増設が行われ、次いで1914年（大正3年）4月には隣接して新発電所が完成、西道頓堀発電所から設備が移設された。
1919年（大正8年）8月、舞鶴支店の事業は舞鶴電気株式会社に譲渡された。事業譲渡時の電灯取付個数は2万5712灯であった。この舞鶴電気は翌1920年（大正9年）に三丹電気と合併。その後この地域における電気事業者は相次ぐ合併により三丹電気、帝国電灯（1922年以降）、東京電灯山陰支社（1926年以降）と推移し、1928年（昭和3年）東京電灯からの買収により京都電灯の供給区域へと編入された。

## 年表
- 1887年（明治20年）
  - 12月1日 - 大阪電灯発起人に対し事業認可[7]。
- 1888年（明治21年）
  - 2月5日 - 有限責任大阪電灯会社設立[7]。資本金40万円[11]。
- 1889年（明治22年）
  - 5月20日 - 西道頓堀発電所の運転開始に伴い、電気の供給を開始[13]。
- 1891年（明治24年）
  - 6月 - 中之島発電所運転開始[65]。
- 1893年（明治26年）
  - 7月 - 大阪電灯株式会社に社名変更[11]。
- 1894年（明治27年）
  - 3月 - 資本金を80万円に増資[99]。
- 1895年（明治28年）
  - 1月 - 浪花電灯会社（未開業）を買収[13]。
  - 10月 - 加島電機工場を設立[13]。
- 1896年（明治29年）
  - 1月 - 資本金を160万円に増資[99]。
  - 9月 - 幸町発電所運転開始[67]。
- 1897年（明治30年）
  - 8月 - 加島電機工場を直営化、電気機器の製造販売に乗り出す[13]。
- 1902年（明治35年）
  - 3月4日 - 門司支店が事業開始[87]。
- 1903年（明治36年）
  - 2月 - 本田発電所運転開始[70]。
  - 7月 - 資本金を240万円に増資[99]。
- 1904年（明治37年）
  - 1月 - 堺電灯株式会社から事業を買収[17]。
- 1906年（明治39年）
  - 7月 - 資本金を480万円に増資[99]。
  - 7月28日 - 大阪市との間で報償契約を締結[22]。
  - 8月19日 - 佐世保支店が事業開始[91]。
- 1908年（明治41年）
  - 5月26日 - 舞鶴支店が事業開始[95]。
  - 9月 - 資本金を720万円に増資[99]。
  - 10月 - 安治川小発電所運転開始[72]。
- 1909年（明治42年）
  - 11月1日 - 門司支店の事業を九州電気軌道へ譲渡[90]。
- 1910年（明治43年）
  - 6月 - 資本金を1440万円に増資[99]。
  - 8月 - 安治川西発電所運転開始（1911年6月竣工）[28]。
- 1911年（明治44年）
  - 3月 - 中之島発電所廃止[65]。
  - 12月 - 佐世保支店の事業を京都電気へ譲渡[94]。
- 1913年（大正2年）
  - 10月 - 宇治川電気からの受電を開始[25]。
  - 12月 - 資本金を2160万円に増資[99]。
- 1914年（大正3年）
  - 4月 - 安治川東発電所運転開始[29]。
- 1915年（大正4年）
  - 3月 - 西道頓堀・幸町・本田の3発電所を廃止[64][67][70]。
- 1916年（大正5年）
  - 3月 - 安治川小発電所廃止[72]。
- 1918年（大正7年）
  - 3月 - 安治川東発電所増設設備運転開始[29]。
  - 10月 - 春日出第一発電所運転開始（1919年4月竣工）[33]。
- 1919年（大正8年）
  - 5月 - 春日出第一発電所竣工。
  - 8月 - 舞鶴支店の事業を舞鶴電気へ譲渡[19]。
- 1921年（大正10年）
  - 1月 - 資本金を4320万円に増資[99]。
  - 10月 - 製作所閉鎖により電気機器の製造販売事業から撤退[45]。
- 1922年（大正11年）
  - 7月 - 大同電力からの受電を開始[51]。
  - 9月 - 春日出第二発電所運転開始（同年11月竣工）[44]。
- 1923年（大正12年）
  - 6月21日 - 大阪市との間で事業・財産の譲渡に関する仮契約を締結[58]。
  - 6月23日 - 大同電力との間で残余事業・財産の譲渡に関する仮契約を締結[58]。
  - 7月 - 大阪電気株式会社を設立[59]。
  - 7月17日 - 大阪電灯、上記仮契約を株主総会にて承認し事業・財産の譲渡が確定[58]。
  - 10月1日 - 大阪市・大同電力への事業・財産の譲渡を実行[23][59]。大阪電気も大同電力へ吸収合併される[59]。同時に大阪電灯は解散[60]。
- 1924年（大正13年）
  - 10月1日 - 大阪電灯の清算事務終結[60]。

## 本社等所在地
本社所在地と1923年の解散当時に存在した営業所の所在地は以下の通り。
- 本社 ： 大阪市北区中之島5丁目
  - 敷地面積は3131坪あり玉江町1丁目にもまたがる。建物は本館・第一分館・第二分館より構成。元は西道頓堀発電所2階を本社としていたが中之島発電所建設と同時に同所内に移転した。
- 中之島営業所 ： 本社第二分館に入居
- 高津営業所 ： 大阪市南区瓦屋町
- 天王寺営業所 ： 大阪市南区生野国分町
- 天下茶屋営業所 ： 西成郡玉出町
- 平野営業所 ： 東成郡平野郷町字泥堂
- 堺営業所 ： 堺市竜神橋通2丁目、旧・堺出張所

## 歴代役員一覧
設立から解散までの「取締役社長」および「常務取締役」は以下の通りである。
取締役社長
1. 土居通夫：1888年2月就任、1917年9月死去
2. 永田仁助：1917年12月就任、1918年10月辞任
3. 田所美治：1918年12月就任、1919年10月辞任
4. 宮崎敬介：1919年12月就任、1923年10月会社解散

常務取締役
1. 秋月清十郎：1892年7月就任、1906年7月辞任
2. 渡邊修：1907年1月就任、1909年4月辞任
3. 菅沼達吉：1909年5月就任、1915年5月死去
4. 岩本栄之助：1915年5月就任、同年11月辞任
5. 坂野鉄次郎：1915年11月就任、1918年10月辞任
6. 千頭茂寿：1918年12月就任、1919年10月辞任
7. 河合鼇：1921年12月就任、1923年5月死去
8. 木村駒吉：1923年6月就任、1923年10月会社解散

歴代役員のうち、上記社長・常務経験者以外の主要な取締役および監査役は以下の通り。
- 豊田文三郎
- 玉手弘通
- 下郷伝平
- 藤本清兵衛
- 大井卜新
- 寺田甚与茂
- 平賀敏
- 島徳蔵
- 坂仲輔
- 藤田徳次郎